# 日本历史
根據研究，日本群島大約在38–39,000年前，就有人類定居。傳統上，則認為日本在公元前660年2月11日建國。約12,000年前，日本進入繩文時代。當時特徵有繩紋陶器、引入稻作等。之後在10,000年前（前10世紀），日本進入彌生時代。在1世紀中期，邪馬台國的卑彌呼女王掌政，日本開始有文字記錄出現。大約2世紀，日本進入古墳時代，並在4世紀的近畿地方，出現了首個統一全日本的大和王權。
其後，日本進入飛鳥時代及奈良時代。當時最明顯的變革為大化革新，其旨在效法中國隋朝及唐朝的制度與文化。大化革新引入漢字、確立以天皇為中心的中央集权體制、並建立了東亞的習俗與價值觀，對日本造成了深遠的影響。然而從8世紀開始，日本進入平安时代，扭轉了效法中國的風氣，改風行日本獨特文化。自平安時代後期，公家、武家（武士）、寺家（宗教）等三大勢力互相對抗，之後由武家勢力勝出；此後約7個世紀，以平氏政權為起始，日本進入由武家政權統治的封建時代。武士階級主導國政，武家構成的大名成為地方領主。天皇則淪為名義上的天下共主。武家政權按照幕府政權掌政的時間，主要分為鎌倉、室町、江戶3大時代。
1185年（12世紀），鎌倉幕府掌政，象徵著鎌倉時代開始。當時日本擋下了蒙古帝國的侵攻。但之後在幕府的統治力量開始衰落，最後以元弘之亂與其後動亂為標誌，在14世紀的1333年結束了鎌倉時代。後醍醐天皇隨後試圖以建武新政恢復皇權，但終告失敗。1336年（14世紀），足利尊氏建立室町幕府，並開創以其為中心的室町时代。當時，室町幕府與後醍醐天皇勢力形成南北朝對抗，後來在1392年，以代表室町幕府政權的北朝獲鞏固而告終。之後在日本社會動盪不安與家族繼承紛爭的背景下，1467年（15世紀）爆發了應仁之亂，並引發了近一世紀多的戰國時代與安土桃山时代。1573年（16世紀），織田信長發動槙島城之戰，擊潰了足利義昭率領的幕府軍。室町幕府就此垮台。數年後，明智光秀策動本能寺之變暗殺織田信長，後遭豐臣秀吉擊敗。豐臣秀吉在1590年以小田原之戰為標誌，初步統一日本，並試圖征服朝鮮，但以失敗告終。豐臣秀吉也在1598年過世。1600年（17世紀），德川家康在關原之戰打敗其他大名、建立以江戶幕府為中心的江戶时代。
1641年，江戶幕府第三代将军德川家光開始實行鎖國政策。鎖國延續了二百多年，直到1854年（19世紀）美國派遣海軍要求廢除後，才出現重大轉折。在之後西方列強步步緊逼的時局下，部分武士大名发动武装推翻幕府，同時幫助天皇從幕府手中收回政治實權。倒幕勢力其後發動了戊辰戰爭，擊倒了德川幕府。1868年，日本進入了以明治天皇為中心的明治時代，同時也建立了大日本帝國。19世紀中后期，大日本帝國啟動明治维新，進行了大規模政治與經濟改革。其施行天皇專權的君主立憲制，废除各地藩国，先後將千島群島及琉球纳入版图，師法西方實現工業化及現代化，並且開始大規模開墾北海道；經歷改革後的日本國力大幅增強，先在甲午戰爭擊敗清朝、後於日俄戰爭打倒俄罗斯帝国，並將臺灣、南樺太（库页岛南部）、朝鮮等地納為屬地。進入20世纪時，日本被認為是东方世界唯一能和西方列強爭霸的大國。日本在一戰後進入大正時代與昭和時代。在昭和時代初期，日本軍部控制了國家政治，政治法西斯化，並在1931年開始發動對中國的侵略戰爭。1940年，德意日三国结盟，成為二戰軸心國。1941年，日本发动太平洋战争，对英美等同盟國宣战，最終於1945年敗戰投降。
戰後日本在盟軍主導下，轉型為以國會為中心的君主立憲制政體，天皇成為虛位君主。二戰後的日本全力發展經濟、實現經濟高速增長，成為亞洲最早的已開發國家之一。1980年代，日本經濟體量達到世界第二，並進入平成時代。但在1990年代，日本泡沫经济破灭、從此陷入長期低潮。21世紀的2019年，日本進入令和時代。

## 史前時代・原史時代

### 舊石器時代

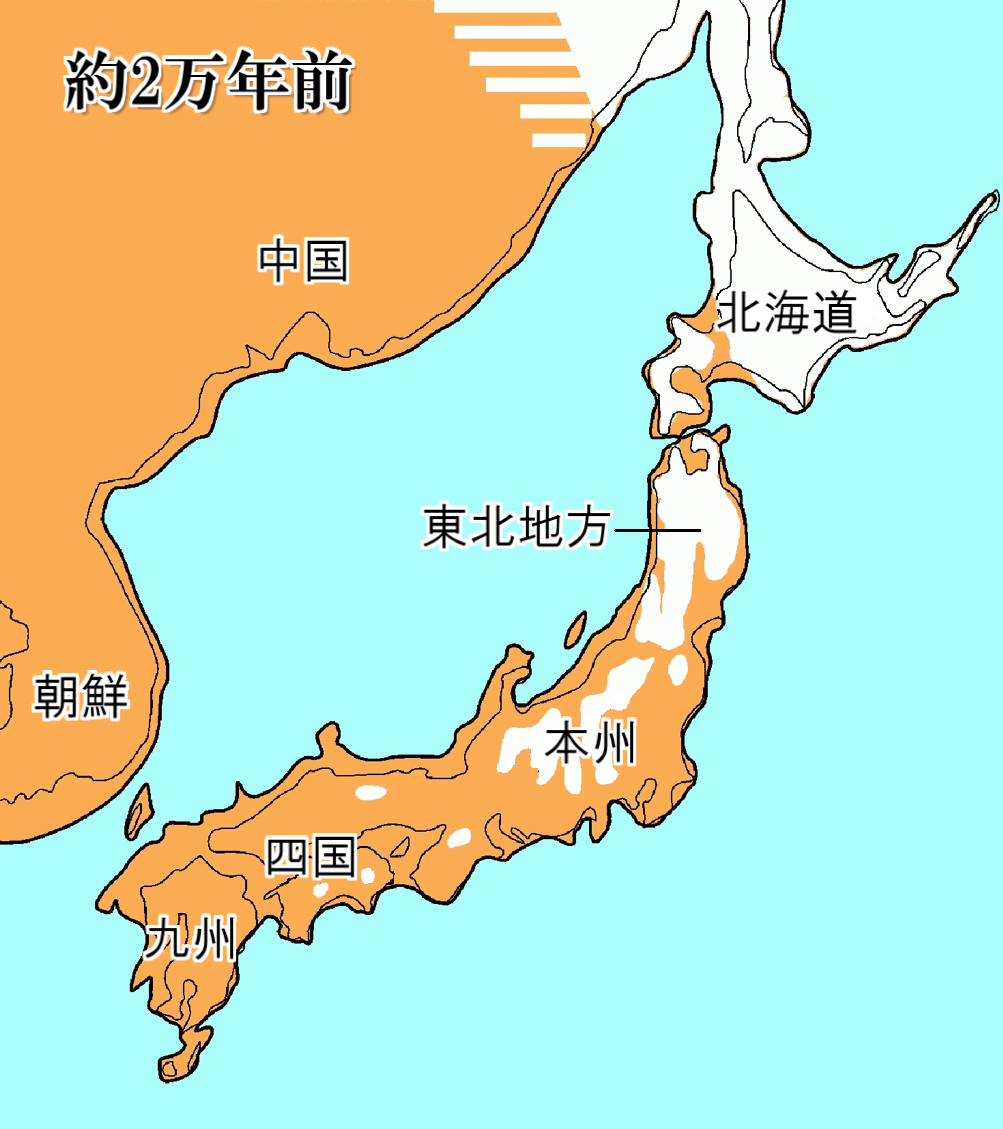
約兩萬年前的日本
海面上地區
無植物生息的地區
海洋
黑線為今日海岸線

關於日本列島上被確認過的人類歷史，大約可追溯到愛知縣出土10萬年前的古蒙古人種「牛川人」化石乃至3萬年前，及在琉球出土的1萬8千年前古蒙古人種「港川人」。約3萬4千年前，從華北地區傳來被稱呼為小刀型石器的石器，在列島全區被廣泛的使用，但在約2萬年前由西伯利亞過來新的稱呼為細石刀片的石器主要在東日本傳開。一段時間裡，東日本細石刀片文化與西日本的小刀型石器文化並存，不久細石刀片也在西日本傳開，約1萬5千年前左右，小刀型石器的蹤影急速消失。
約1萬2千年前，因末次冰期結束而開始急劇溫暖化，使得人們的文化與生活產生極大變化，除了琉球群島以外，全島進入了繩文時代。

### 繩文時代

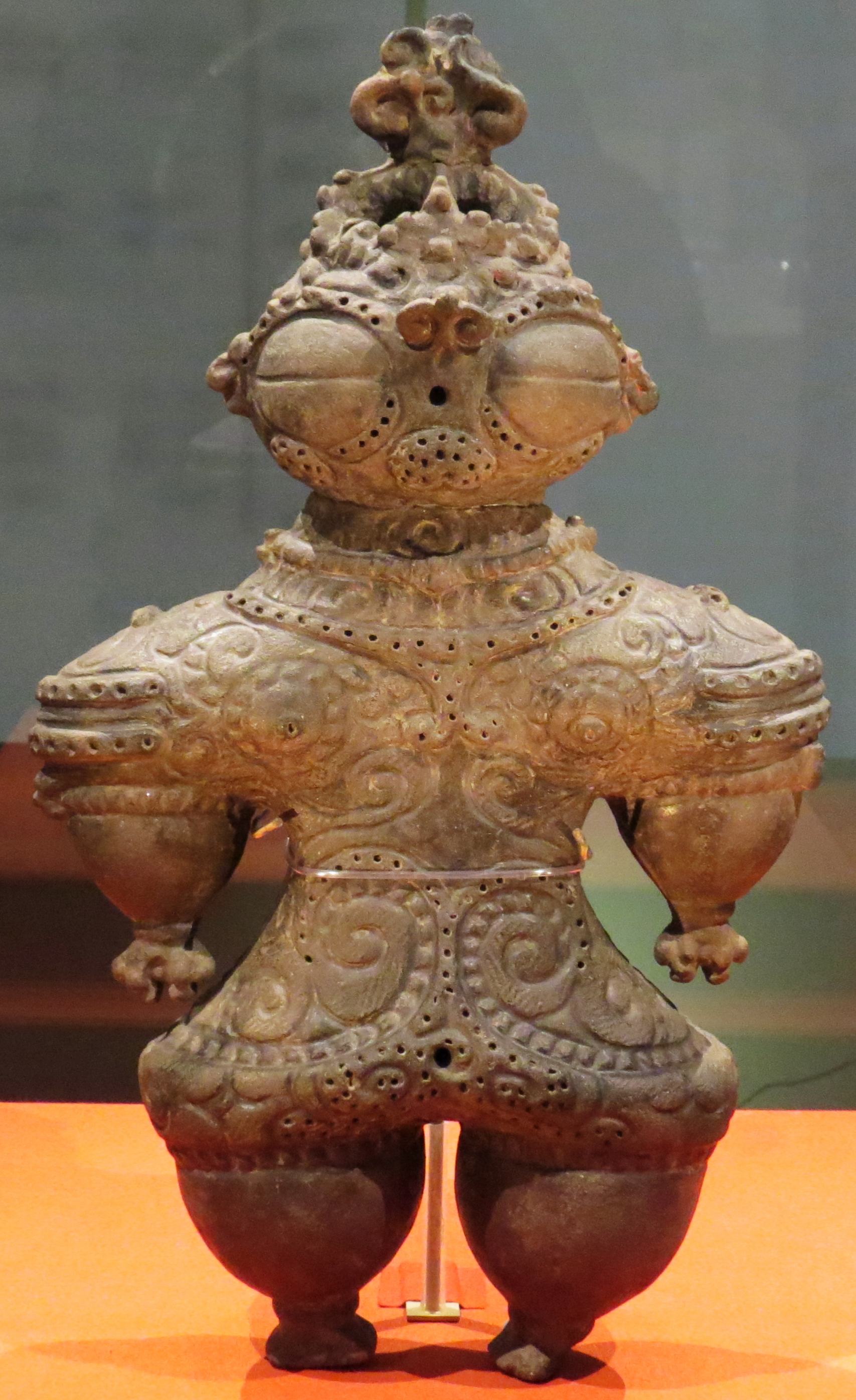
土偶為繩文時代的代表性文物

約1萬2千年前開始被稱為繩文時代。分為草創期、早期、前期、中期、後期、晩期這6期。
這個時候的人們製作繩文式陶器、早期以後邁向定居，大部分住在半地穴式房屋（竪穴式住居）。使用弓箭狩獵、貝塚漁撈、採集植物等經營生活，使用打製石器、磨製石器、骨角器等等。而此時人們也進行栽培，後期到晩期間种植稻。

### 彌生時代 （西元前1000年－西元250年）

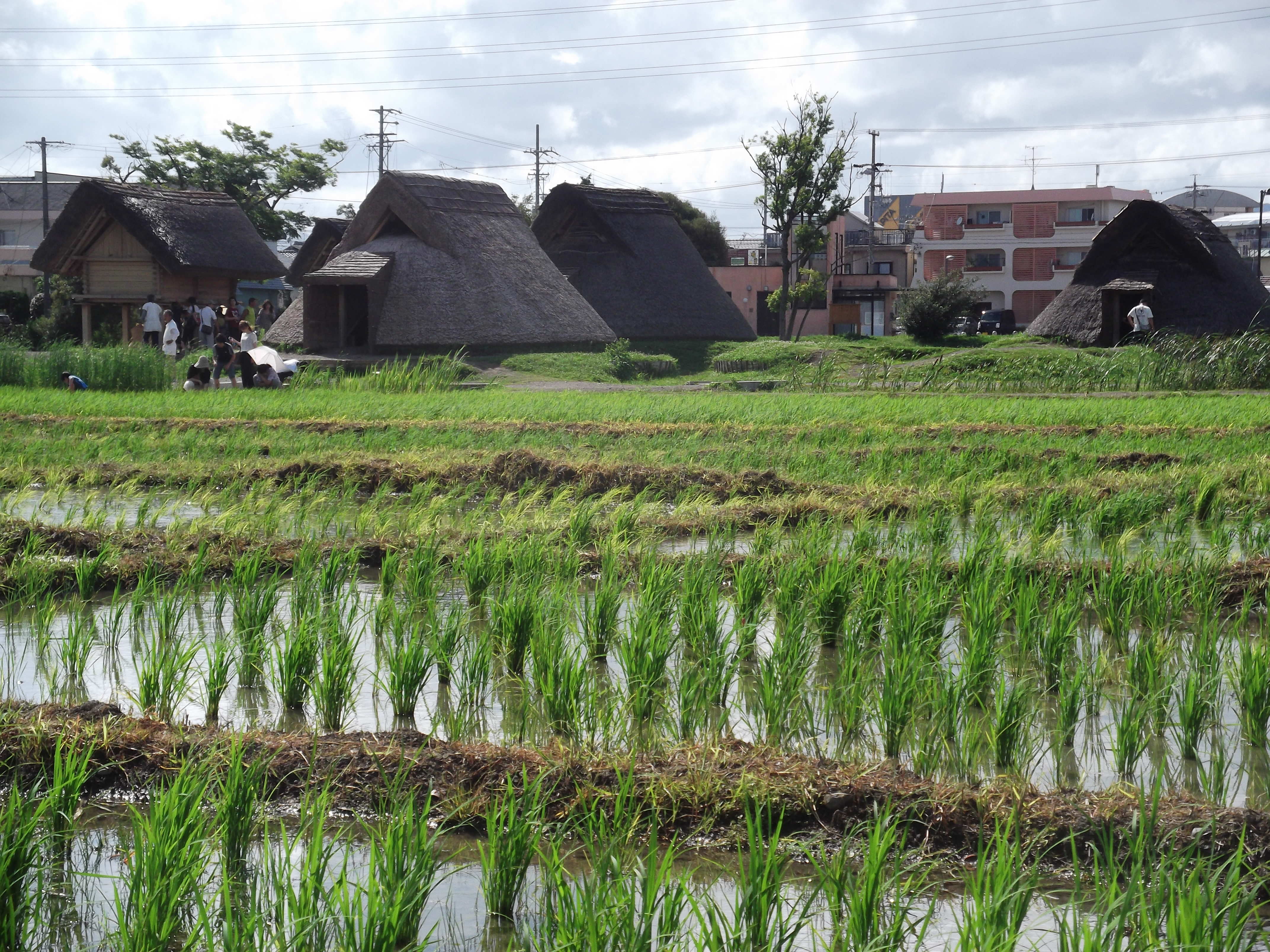
位於靜岡的登呂遺跡為彌生時代的聚落和水田遺址

西元前10世紀左右至西元3世紀前後的期間被稱為彌生時代。時代劃分的名稱，是由這個時期被視為代表特徵性的彌生式陶器而來。1884年，在東京府本鄉區向岡彌生町（今东京都文京区弥生町），这种陶器首次被发现，故名。
在这一时期，以種植稻米為中心成立的農耕社會，從北部九州向東逐漸擴散至日本列島全域。弥生时代根据陶器的形式，可分为前、中、后三期。前期从九州扩展到近畿一带（东日本尚处于绳纹时代末期），中期波及到东北地方。扁平片刃石斧等磨制石器、青铜器和前期北九州的支石墓等类似于大陆文化。弥生文化从一开始就具有先进的农耕技术，通常认为它受到来自朝鲜、吴越与中原汉人的移民的影响。中期以后灌溉技术进步，农业生产渐趋稳定。后期，铁制农具普及，石器基本消失。铜铎、铜剑、铜矛、铜戈等青铜祭器发达，出现制铁和制盐等社会分工。通过交易和战争等，形成统一的政治性的地区集团。此时北海道尚不能种植水稻，仍处在绳纹文化阶段。
弥生时代中期，日本諸國中的奴國國王曾向汉朝朝貢，並為漢光武帝賜以金印。

## 古代

### 古墳時代 （250年－592年）

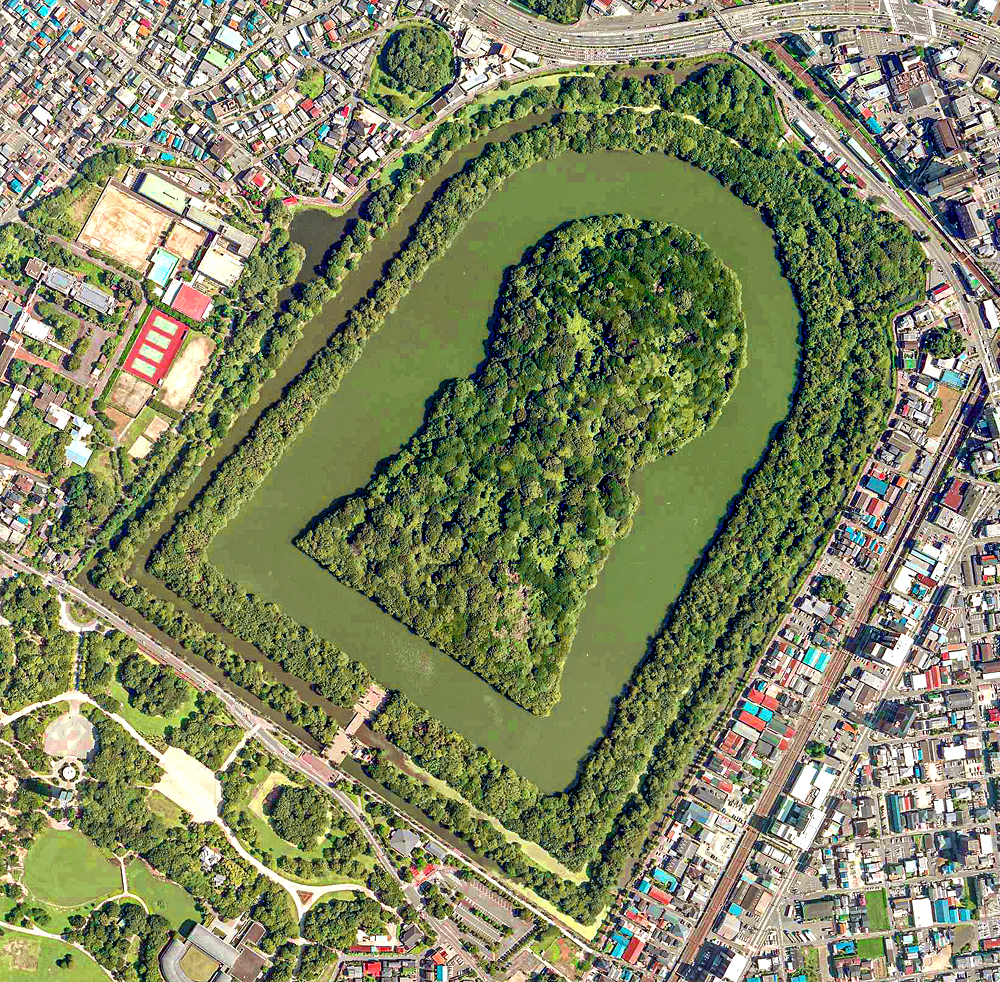
西元5世紀左右落成的大仙陵古墳

顾名思义，古坟时代就是盛行修筑古坟的时代。前方后圆的大小古坟，以奈良县为中心，散布在北起福岛县、南至熊本县和大分县的广大地区。这一边界5世纪又扩展到宫城县和鹿儿岛县。古坟只埋葬氏族首长，由氏族成员共同修筑，并使用奴隶殉葬。
日本皇室的前身“大和王权”究竟是何时正式建立尚不明确，但史料记载在公元2世纪以前日本列岛上的国家就至少有两次向中央朝廷遣使。魏志中记载了2世纪末一场波及整个倭国的大乱和乱后3世纪初的霸权国家“邪马台国”（音近似于yamato“大和”），从史书中可见其政体有着十分强烈的神权色彩和严格的身份等级，但同时也具备着较为成熟的官僚机构。3世纪后半期出现最古老的大型前方后圆形古坟箸墓古坟被建立起来，其被葬者有可能就是史书中提及的女王卑弥呼。
4世紀，中国历史文献完全沒有关于日本的记录，日本史学家称呼这段时期為「空白的四世紀」，但并不意味着人们对这一时期一无所知；根据1877年被发掘的好太王碑铭文上记载，4世纪末大和王权与日本海另一侧的大国高句丽王国发生了战争，导致大和王权在朝鲜半岛的扩张受挫（韩国主流学者否认此事件的真实性）。
5世纪初，百舌鸟和古市古墳群（其中最著名的为大仙陵古墳）被营建，此时期被认为是王权的全盛期，可能对应记纪中的应神天皇和仁德天皇的统治时期。同時期南朝宋的史書中記錄了“倭五王”向南方朝廷复数次的遣使。5世纪中叶原始的所有制关系开始崩溃，大家族发展为生产单位和动产所有单位，原有部族内部发生利害矛盾。此期间从出土遗物被证实为纪记中雄略天皇的统治时期，据记载这一时期政权内外动荡不断，雄略之兄安康天皇被暗杀，外戚葛城氏因被指控暗杀嫌疑遭灭族，地方豪族吉备氏作乱企图与王权分庭抗礼，记载上的统治阶级内斗激化和现实中考古得出的结论相符。
6世纪前期，武烈天皇驾崩后日本国内又发生了一系列动荡，由地方王族男大迹王为首的势力统一畿内重新确立大王的地位。同一时期北九州藩侯筑紫君磐井亦勾结与大和王权敌对的新罗起兵叛乱，但最终兵败被杀。
在内战过程中，各地首长可能授予了氏族成员和下属修造小型古坟的权利，以此增强氏族的团结。原来只是首长墓的古坟，到5世纪后半叶便向小古坟群（群集坟）演变。这种倾向到6世纪进一步发展。日本全国各地修造的古坟超过十万个。古坟的主体部分也采用横穴式石室。石室内埋葬数代家族成员，并以武器为中心，陪葬有须惠器、土师器等死后生活的必需品。
但大量小古坟群的出现，古坟作为统治者的建筑物的性质逐渐减弱。佛教在这一时期通过百济传来，朝廷中两大势力之一的苏我氏支持佛教，另一势力物部氏支持传统的神道教，双方发生激烈冲突。587年，苏我马子发动衣折之战消灭物部守屋，取得苏我家族对朝政的垄断权。因此，从6世纪末到7世纪初，倭王权在畿内尽力建造寺院，同时限制修筑小古坟群，大王和强大的豪族则葬于源於中国皇帝陵墓而建的大型方坟。这样，古坟时代临近结束，而大化革新时期发命的《薄葬令》更进一步助长这种倾向，留下来的只不过是高松塚古坟等贵族阶层的古坟，坟丘小但很华丽。东日本的古坟时期结束的比西日本晚，直到七世纪前半叶仍修造前方后圆坟。

### 飛鳥時代（592年－710年）

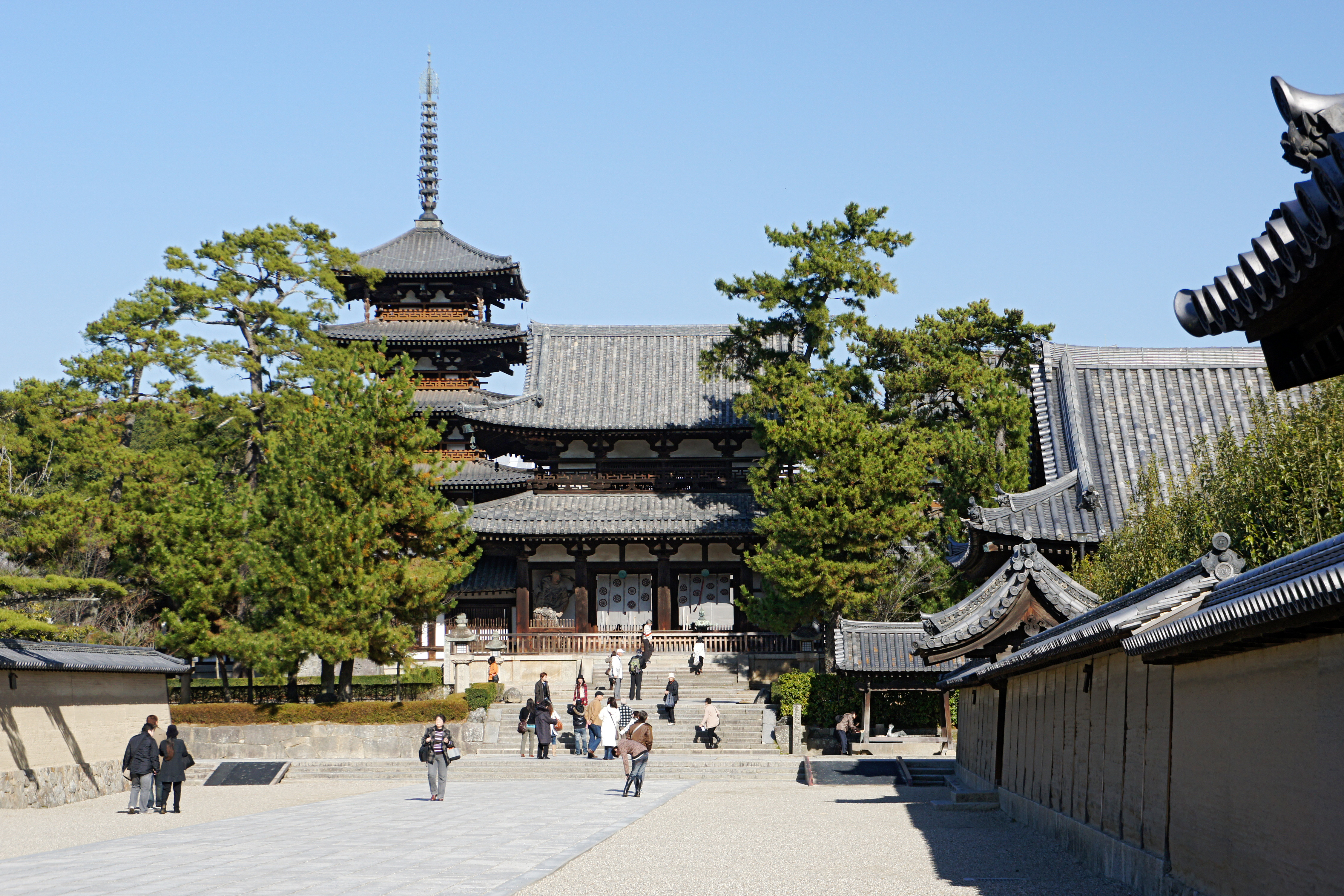
法隆寺西院

飛鸟时代得名于奈良县的飛鸟地区（现在的明日香村，当时的都城飛鳥京、藤原京）。
西元603与604年，圣德太子分别制定十二阶冠位和十七条宪法，奠定漢式的官僚制度的基础，並受儒學影響，首先使用天皇名號；同时还派遣使节和留学生到隋朝学习。为了维持自己的专权，苏我氏极力反对改革，苏我入鹿还杀害了圣德太子的儿子山背大兄王，并与其父苏我虾夷独揽大权。但就在645年，皇子葛城联合神祇官中臣镰足发动乙巳政变，诛灭苏我氏；并颁布大化改新诏，推行革新。
西元660年，唐朝灭百济，为了复兴自己的同盟国百济，日本发兵4万大军于朝鲜半島，却在白村江被1万唐军打的溃败，史稱白江口之役。668年，天智天皇即位，模仿唐朝建立户籍管理制度，并于670年制定最早的全国性户籍。672年，天智天皇驾崩，儿子大友皇子即位弘文天皇。天智天皇的弟弟大海人皇子与其争位，爆发战争，史称壬申之乱。大海人皇子在岐阜县击败弘文天皇並即位，是為天武天皇。天武天皇时期，日本出现历史上最早的钱币富本钱。701年（大宝元年），颁布大宝律令。710年，元明天皇迁都平城京，飛鸟时代结束。

### 奈良时代 （710年－794年）
以平城京（今奈良）为都的时代。自710年（和铜三年）定都平城京，至784年（延历三年）迁都长冈京，共计74年，是律令制社会的繁荣鼎盛时期，表现在政治经济制度、阶级关系、文化以及对外关系等方面。此时贵族内部政治斗争不断发生，例如长屋王之变、藤原四兄弟和橘诸兄與僧玄昉等争权。光仁天皇及桓武天皇时期，朝廷力图整顿混乱的政治形势，缩减财政开支，改革兵制，向东北地区扩展疆域，谋求整形和重新加强律令制。

### 平安时代 （794年－1185年）

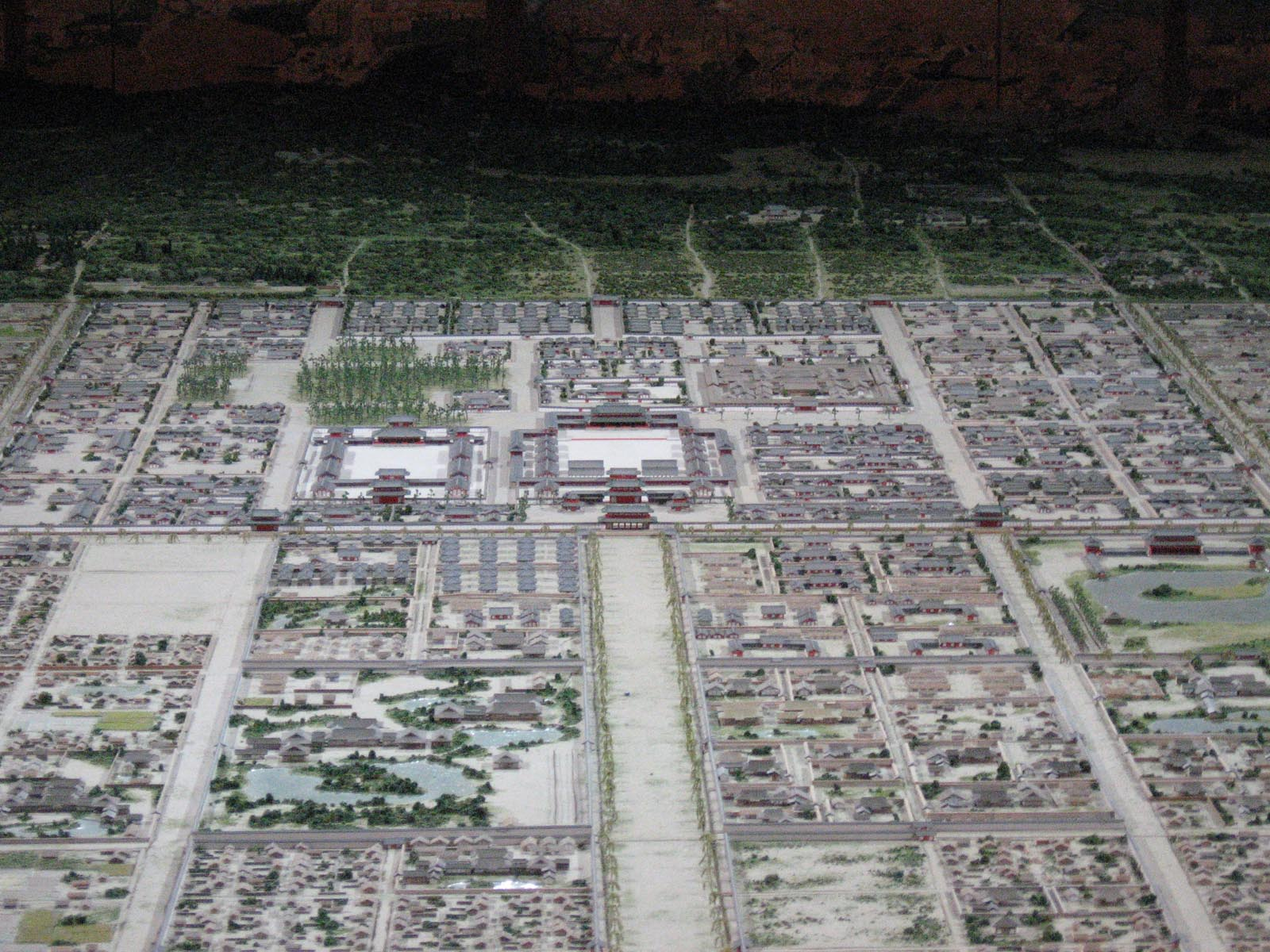
平安京復原模型，攝於京都市平安京創生館

以平安京（京都）为都城的历史时代，始于794年（延历十三年）桓武天皇迁都平安京，终于1185年镰仓幕府成立，历经約400年。平安時代可分为三个时期：前期（794-967年）为律令制松懈但继续运用时期。中期（968-1068年）为摄关政治确立与全盛时期。后期（1069-1190年）为院政時期，被史学界劃入中世。院政后期出現史上首個武家政權「平氏政權」，由伊勢平氏專政。平清盛長年擔任公卿、權傾朝野，更透過婚姻關係成為天皇的外戚，院政时期的藤原摄关家、法皇等各自与各种武家势力结合，促使伊勢平氏與清和源氏等武家势力急剧上升。
當時出現了國風文化。在國風文化的影響下，日本開創了獨有的服裝、建築、文字文化，並確立以公家（京都貴族）為中心的生活模式。莊園制度讓開墾耕地的人永久擁有耕地，他們結合成利益集團，更武力兼併莊園，漸成各地武家實力的來源。

## 中世

### 院政时代（1068年－1185年）
平安时代晚期后三条天皇开启日本的院政期。现在的研究认为，作为历史分期的標誌的主要因素：如庄园制、权门体制等等，都在院政期确立。因此，中世从院政时代开始而不是镰仓时代开始已经成为共识。院政是中世王权的基本形式，退位的天皇即“治天”作为天皇家的家长执掌国政。尽管院政时代一般仅指镰仓时代以前的时期，但事实上，院政这一政治形式一直延续下去。
关于中世国家的统治模式，有“权门体制论”和“东国国家论”两个基本观点。“权门体制论”认为以庄园制为基础的“权门势家”（武家、公家、寺社势力）互相补充、分掌国政，统一在天皇王权之下。镰仓幕府是承担军事、警察职能的军事权门。也有的学者主张京都的天皇、公家朝廷与镰仓幕府是两个不同的政权及王权。在中央朝廷的秩序之外，权门势家均有各自的家政机构及法制体系，公家、武家、寺家各大权门势家各有自己的政所、武装力量，有着自己的庄园支配系统，并且在自己的支配范围内实施审判权。院政晚期，以平清盛为代表的武士势力登上中央政治舞台。
在宗教政策上，中世的典型特征是显密体制。以延历寺、园城寺、东寺、兴福寺为中心的显密寺院承担镇护国家的职能，开展各样的密教法会、祈祷。而大寺社也有自己的家政机构、武装力量、庄园，作为“寺家”或者“寺社势力”与公家、武家互相补充，掌控国家。

### 镰仓時代（1185年－1333年）

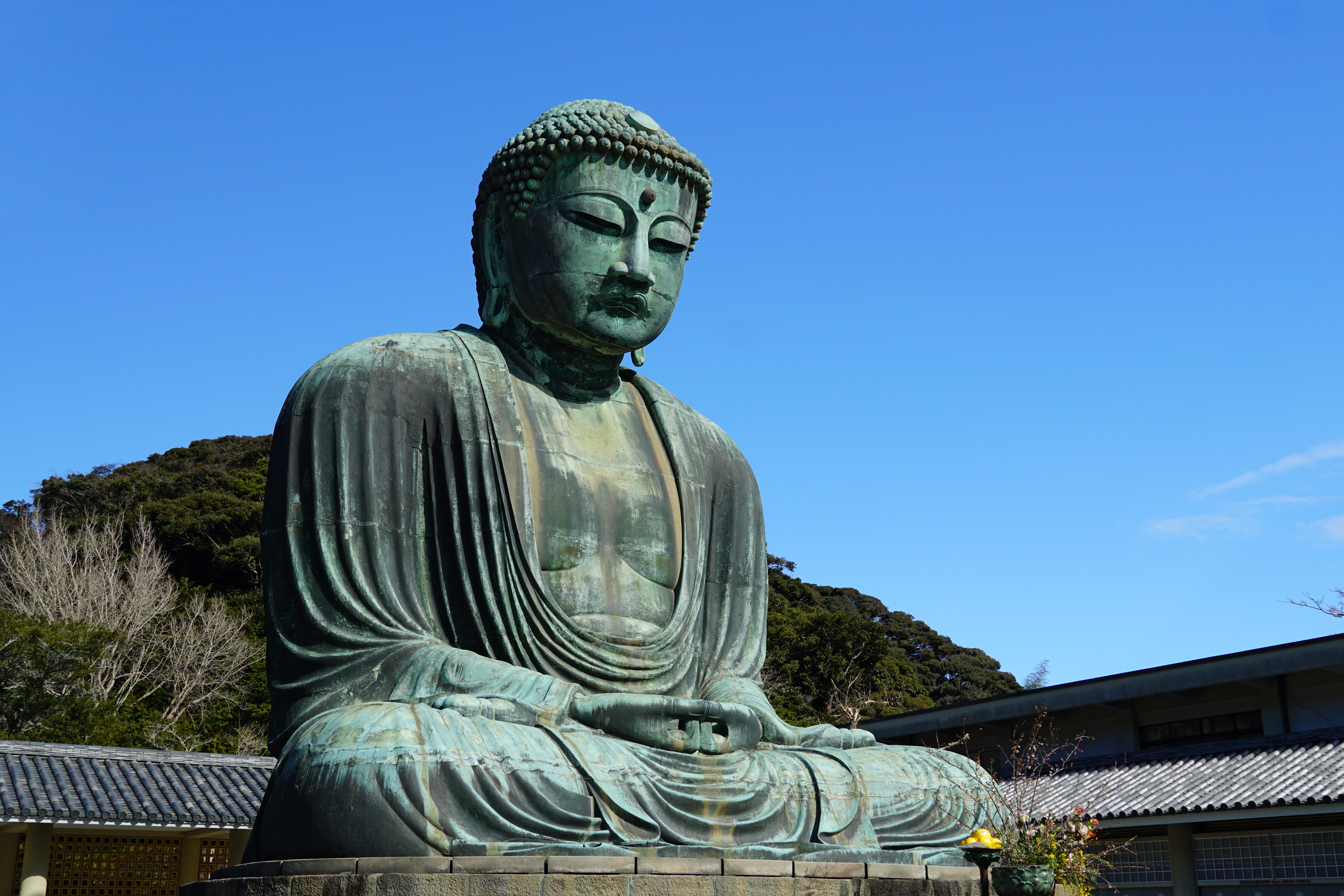
高德院鎌倉大佛

源平合战（治承·寿永内乱）與奧州征战後，源赖朝建立以武家為主的权力机构。武家权力机构镰仓幕府作为执掌军事警察权和一部分裁判权的武家权门机构与公家政权共同支配国家。镰仓幕府与公家朝廷在长时间内保持着合作的友好关系。
源賴朝薨後，幕府的政權開始被北條政子與北條時政、北條義時掌握。1203年源賴家被廢並於翌年被弒，源實朝成為傀儡將軍直至1219年被弒。1221年後鳥羽上皇企圖倒幕發動承久之亂，終為北條義時、泰時父子鎮壓，導致多位前後任天皇被流放。北條氏借由世襲幕府執權一職架空幕府將軍的權力，在攝家将军九条赖经的时代，将军支配众多有力御家人以对抗北条氏，在京都则有将军的父亲九条道家执掌公家最高权力，延历寺等大寺社也被九条家控制，此时九条家的势力达到顶点。但在宝治合战后，九条家和三浦家失败。此後，幕府的政權被第五代執權北條時賴為首的得宗家所世襲領導，史称得宗专制。而幕府也很大程度上左右朝廷的政局、摄关的更替及皇位的废立等等。
镰仓时代的朝廷仍然维持了院政时期以来的政务治理，并在镰仓幕府的影响之下积极实施诉讼审判制度改革。朝廷与幕府之间建立了以关东申次为核心的公武交涉制度。
在第八代幕府执权北條時宗执政時，元世祖忽必烈發動元日战争，試圖征服日本，但最後失敗。元日战争给日本社会带来了深重的影响。尤其十一、十二世纪以来的神国、佛国思想在自此进一步发展。
後期，镰仓幕府的統治日漸衰敗，無法維持。镰仓幕府对王位继承的介入引发了王权的混乱。特别是后醍醐天皇即位后，他不满足于作为过渡者的地位，决心讨伐其政治上最大的障碍镰仓幕府，發動元弘之亂。元弘年间，镰仓幕府被討伐大將、上野大族足利尊氏的倒戈乃至新田義貞揮軍領導的東勝寺合戰而滅亡。
在院政后期和镰仓时代，日宋日元贸易的繁荣推动文化的发展，为日本文化引入新的元素。入宋僧荣西、道元、俊芿、圆尔辨圆等在宋朝留下足迹，而兰溪道隆、无学祖元等的东渡也使得镰仓时代被称为“渡来僧的时代”。

### 南北朝時代 （1336年－1392年）

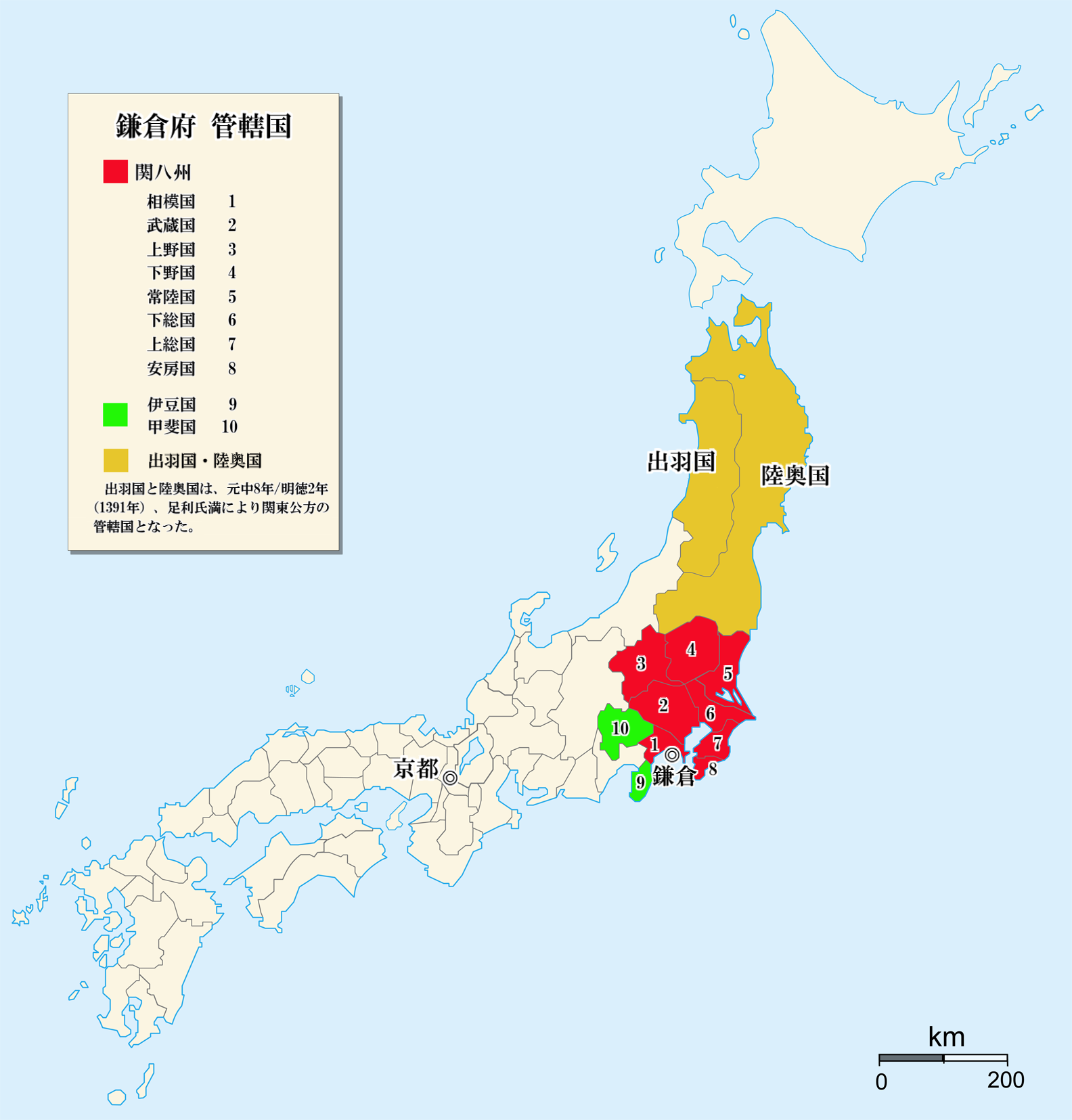
1391年的鎌倉府管轄範圍

後醍醐天皇消滅鎌倉幕府後，就進行第一次的王政復古，推行新政，史稱建武新政。后醍醐天皇的新政措施引发了一部分武士和公卿贵族的不满。其中，倒幕大將足利尊氏更為不滿，他雖然被賜給天皇名字中的尊字，但他想再度開創幕府，結果足利尊氏迫使大覺寺統的後醍醐天皇退位。足利尊氏与失势的持明院统及反對后醍醐天皇的公家势力结合，拥立新天皇，新天皇光明天皇策封他為征夷大將軍，建室町幕府，是為北朝。而後醍醐天皇退位後持著天皇象徵的三神器退往大和的吉野（今奈良縣），是為南朝，至此南北朝終於形成，史書還稱為“一天二帝南北京”。
南朝在支持他的武家势力的帮助下持续与北朝作战，并利用足利尊氏与足利直义的矛盾，一度在观应扰乱中得势，北朝的光严上皇光明天皇直仁亲王都被掳走。經過多次攻防後，南朝的勢力衰退，最終南朝的天皇把三神器交給北朝的天皇，結束南北朝時代。观应扰乱之后，公家朝廷的实力弱化，在室町幕府的帮助之下继续维持，室町政权的统治者则作为公家与武家政权的首班，成为“公武统一政权”的实际领导者。

### 室町時代 （1336年－1573年）

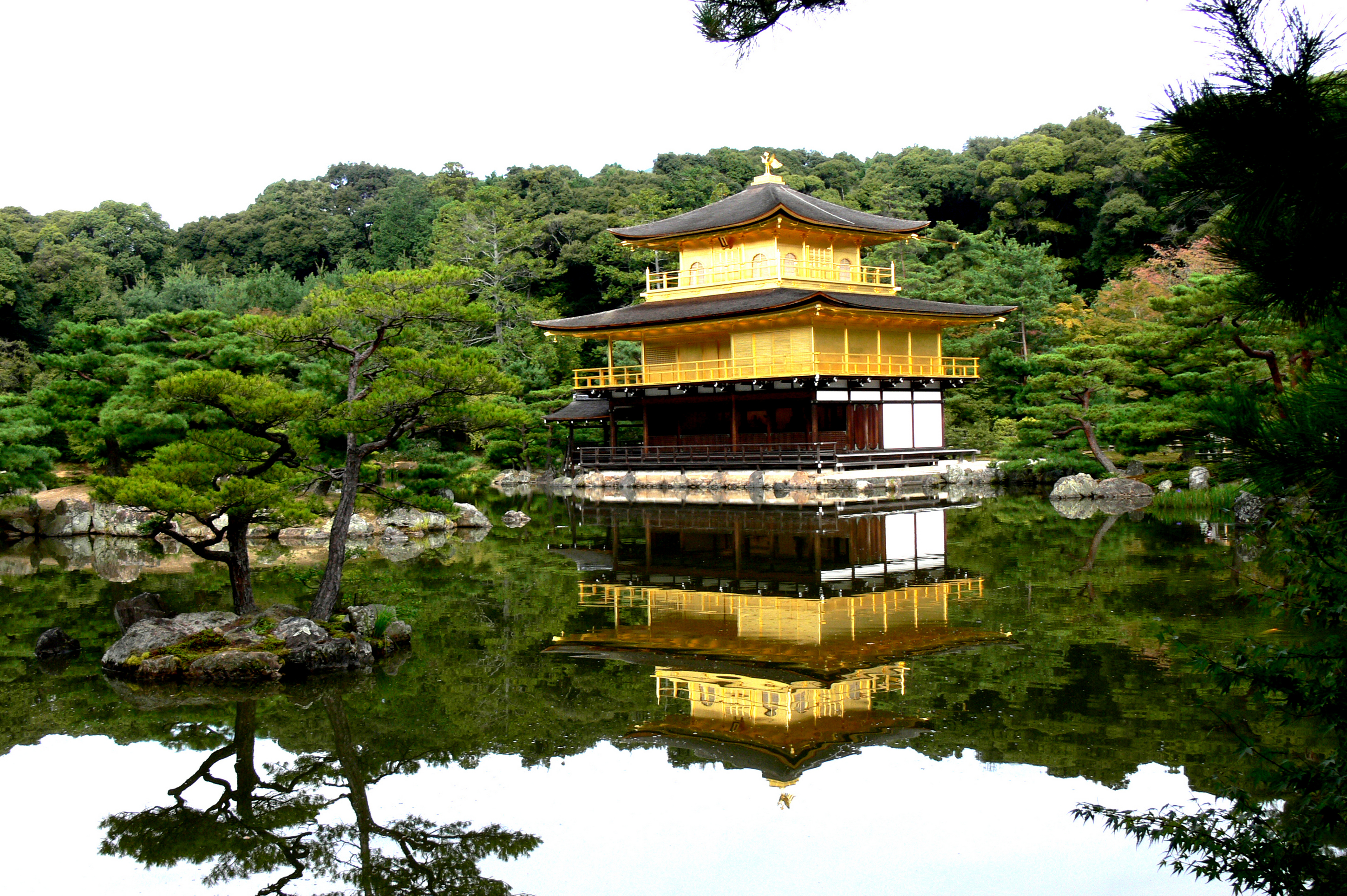
鹿苑寺金閣（北山文化）

足利氏原是上野豪族，而且更是鎌倉幕府將軍源賴朝同族，足利尊氏在京都的室町開設幕府，是為室町幕府。
南北朝的統一是第三代將軍足利義滿進行的，今谷明认为他统一以后曾企图篡夺皇位，但是现在的更多研究则倾向于认为足利义满不曾有篡位的企图，足利义满受明國（即中國的明朝。不過，在國際的一眾古書中，包括國號朝鮮的古國，都是記載著明，或者是明國）册封的“日本国王”称号也并未在日本国内使用。一些学者认为，足利义满获得了近乎“院”的权力，但在足利义满之子足利义持执政以后，足利义持则退回到相当于摄关的地位上。足利义满当政期间，公家、武家纷纷与足利义满结成主从关系，在他的庇护之下建立公武一统的政权。足利义满在京都及京都郊外建立华丽的相国寺、相国寺七重塔、北山殿，使得足利义满时期的文化被称作“北山文化”。
室町时代前中期是相对稳定和平的时期，也是日本文化形成的最关键时期之一。但室町时代同时也是不断爆发饥荒的时代，受到饥荒影响的“德政”运动和“一揆”的频发也动摇了室町政权的统治基础。

### 戰國時代（1467年－1590年）
室町幕府第三任將軍足利義滿推动了日明勘合贸易的发展。1401年，足利义满曾向明國朝貢，明國賜足利義滿“日本國王”金印一枚，足利義滿回書自稱“日本國王，臣源義滿”。当时，足利义满身着僧衣，在金阁寺迎接明使，但兩國於7年後斷交。日本对“唐物”有着空前的喜好，而明朝铜钱的流入推动了日本商品经济的发展。
第八代将军足利義政执政时期，将军权力与大名集团的矛盾、大名集团内部的矛盾引发应仁之乱，自此幕府的權威日漸低落。1473年義政讓將軍位予嫡子足利義尚、正室日野富子攝政。十年後義政遷居東山第，世稱東山殿、興「東山文化」。1489年足利義尚薨後，乃父義政再度執政，翌年病故。

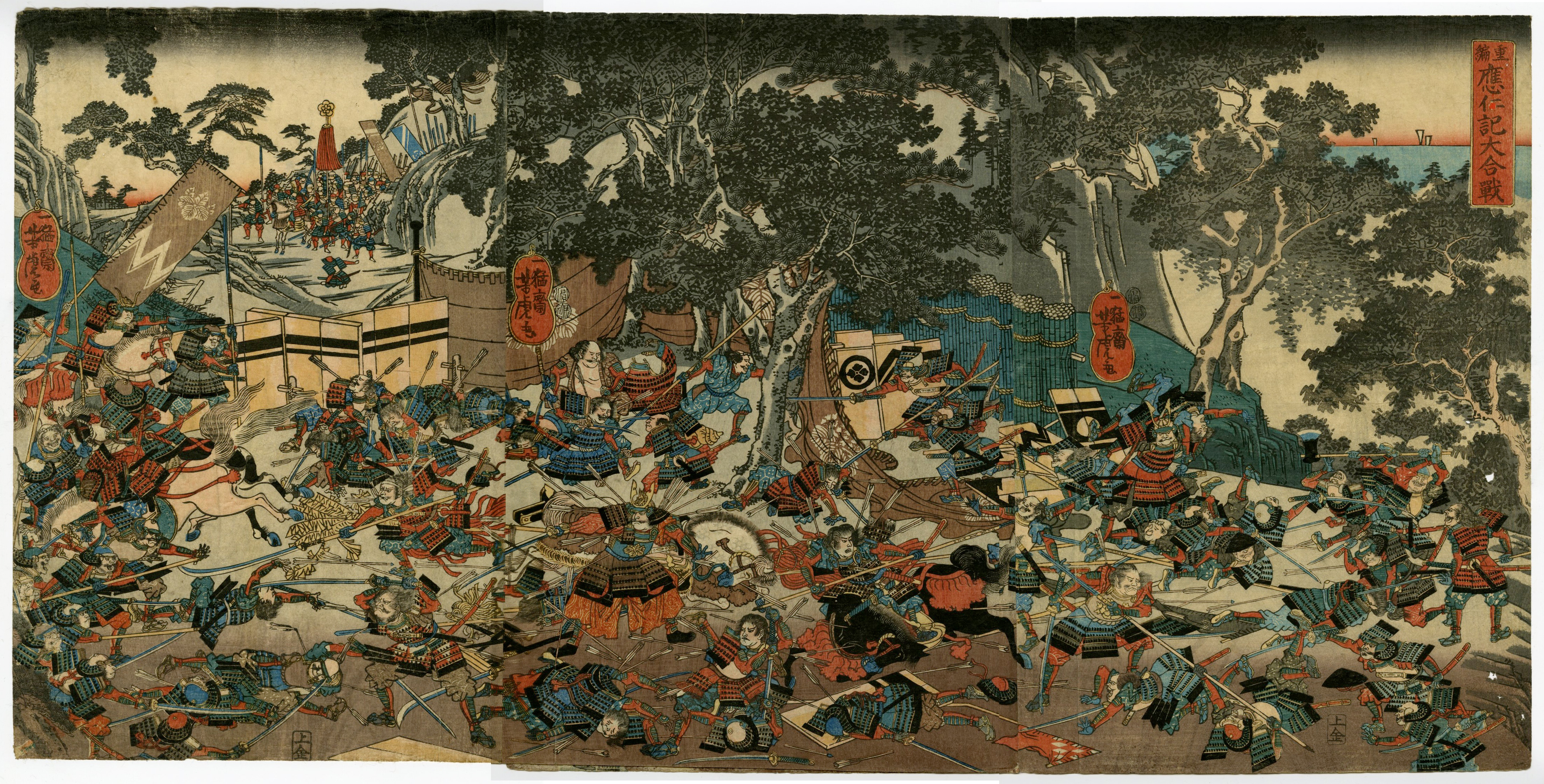
歌川芳虎（日语：歌川芳虎）的應仁之亂
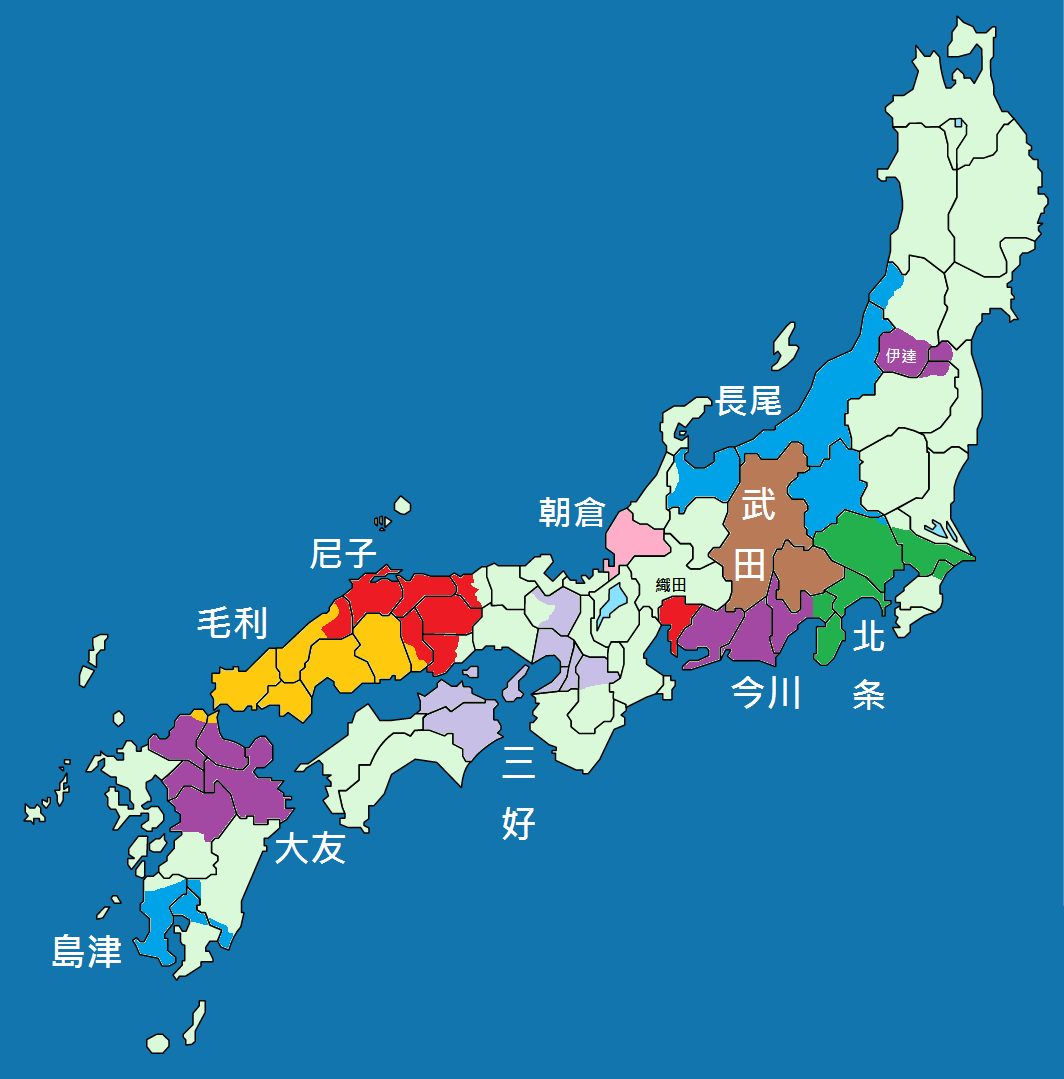
1560年大名勢力範圍
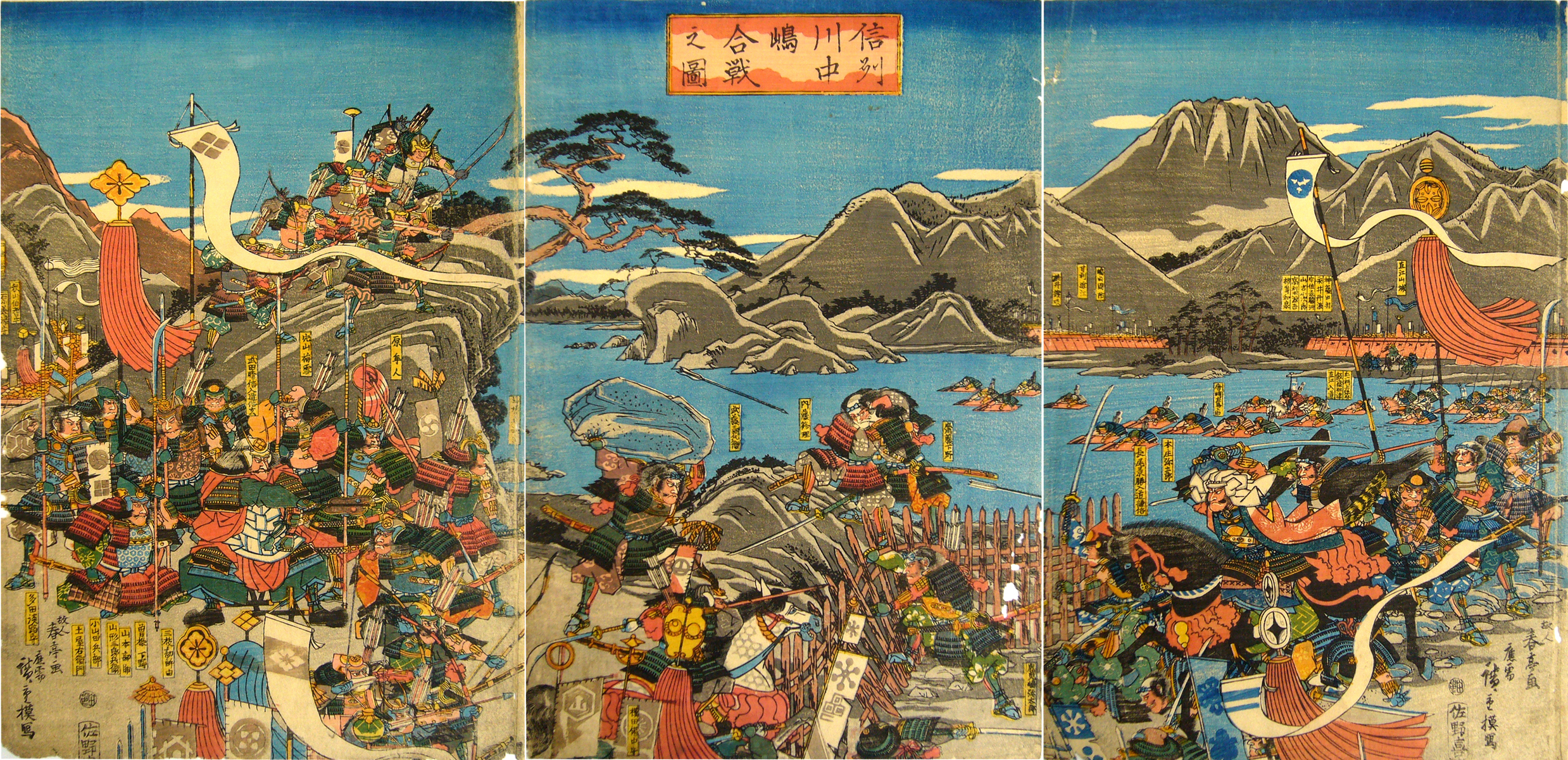
勝川春亭（日语：勝川春亭）的川中島之戰，畫像由歌川廣重重繪

受到應仁之亂的影響，尤其是其后由日野富子與細川政元聯手策動的明應之變使得将军权力的影响力急剧降低。原本居住在京都参与中央政治的大名们纷纷回到自己的领国，着力于领国治理，日本至此进入以地方为主的社会。傳統的大名與天皇權威漸趨弱勢，原本受幕府策封於各地的守護大名，有的漸漸被守護代（副官）、家臣、國人篡奪政權，稱之為「下剋上」，而有的大名則可以保持政權至戰國時代。從應仁之亂開始至室町幕府滅亡，被稱為戰國時代。
在京都，由於被管領細川家所干涉，足利幕府的權威日漸衰落，細川勝元甚至另擁立新將軍。之後第十三代將軍足利義輝被三好長慶家臣松永久秀所殺，他的弟弟足利義昭被織田信長擁立，後因與信長作對而被流放，足利幕府滅亡，正式進入安土桃山時代。

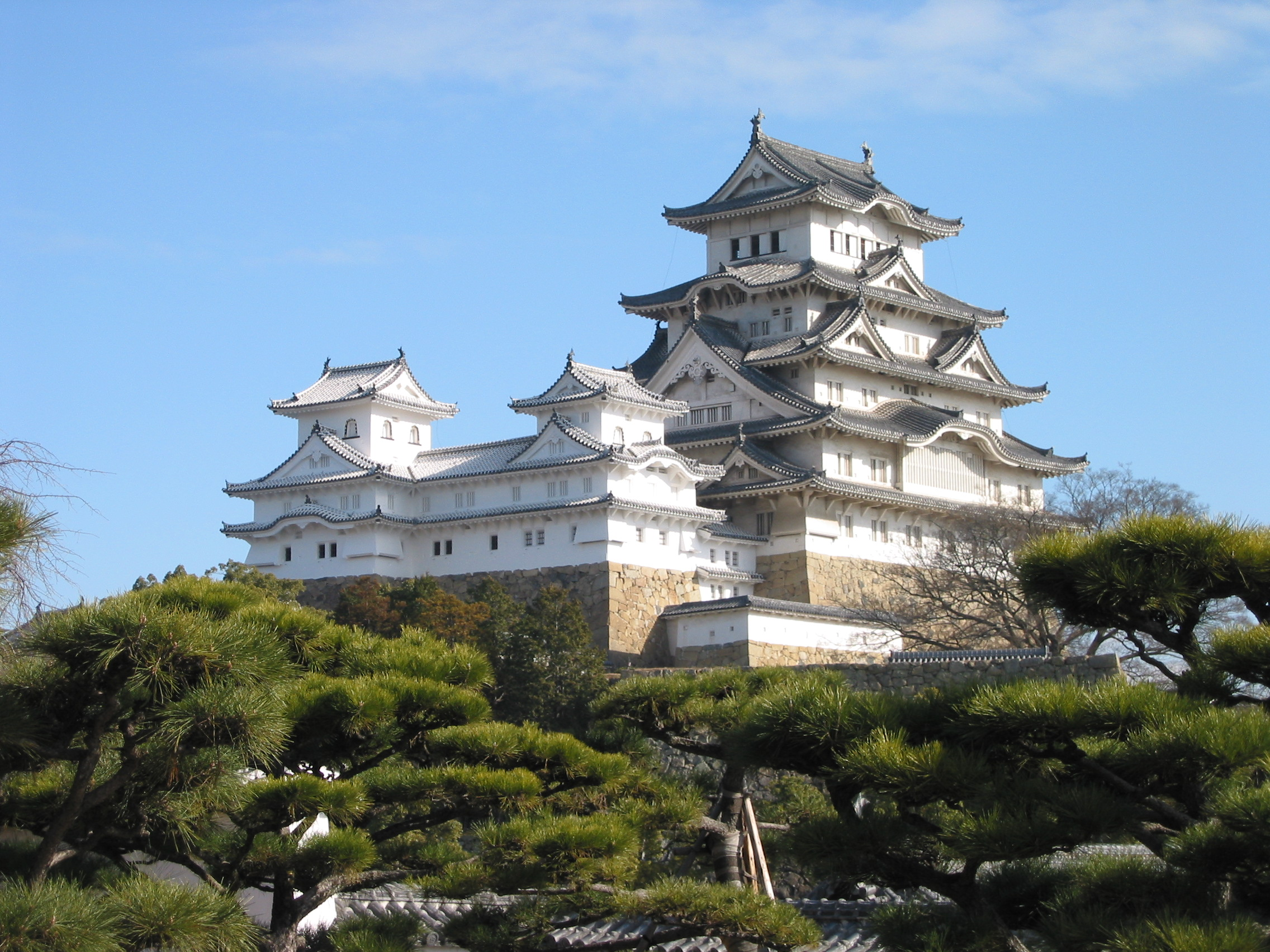
姫路城
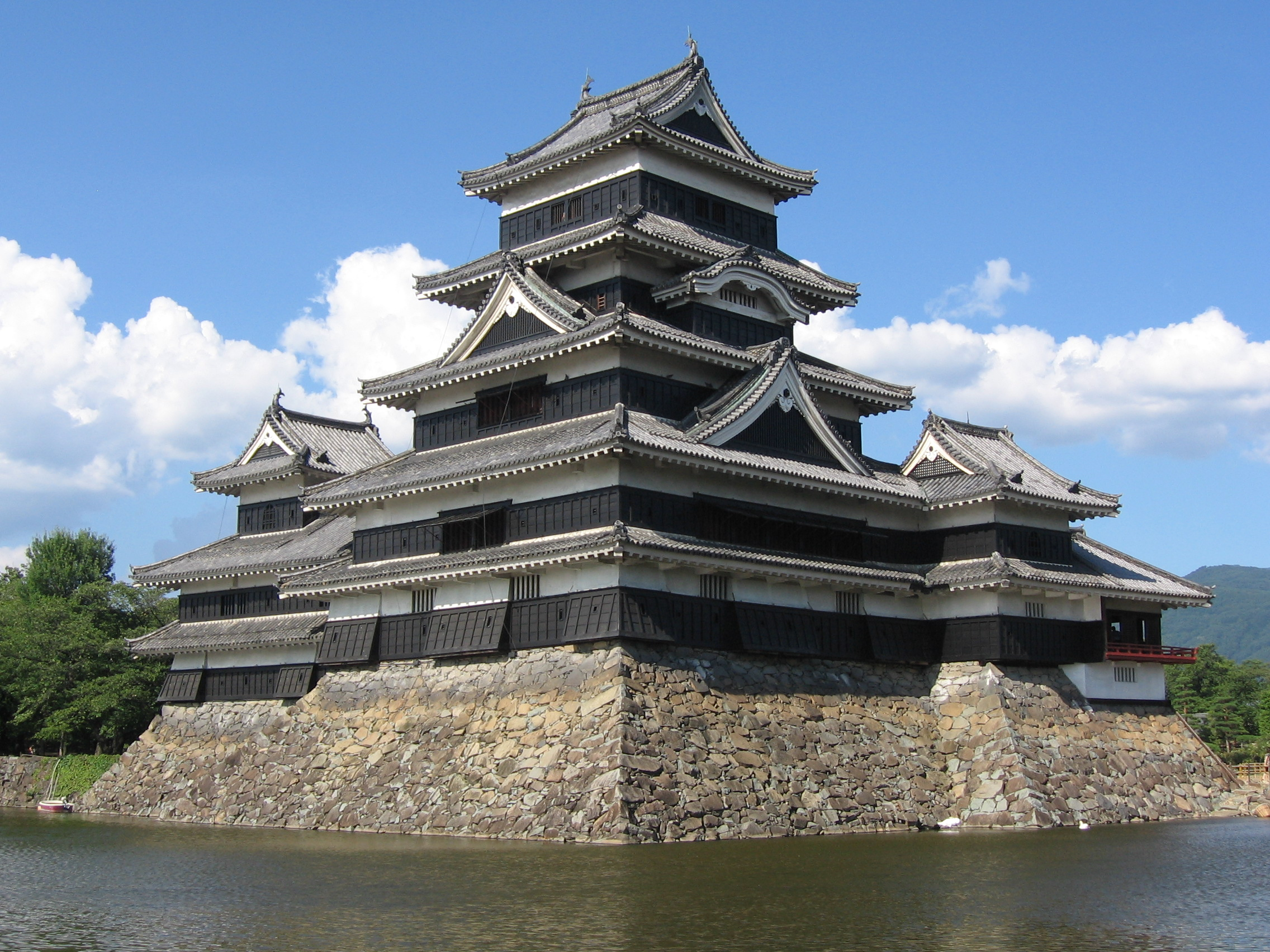
松本城
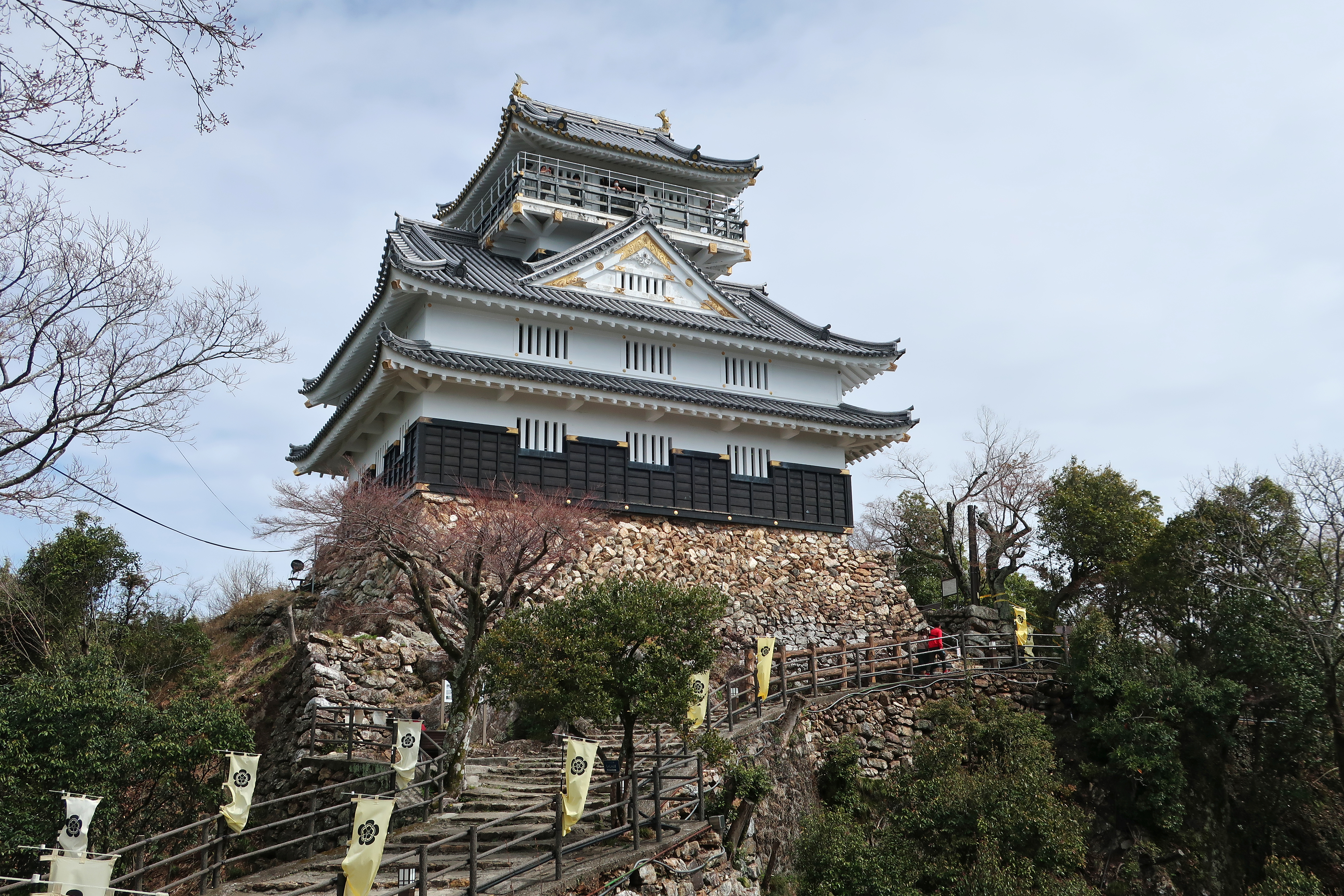
岐阜城

## 近世

### 织丰政权 （1573年－1603年）

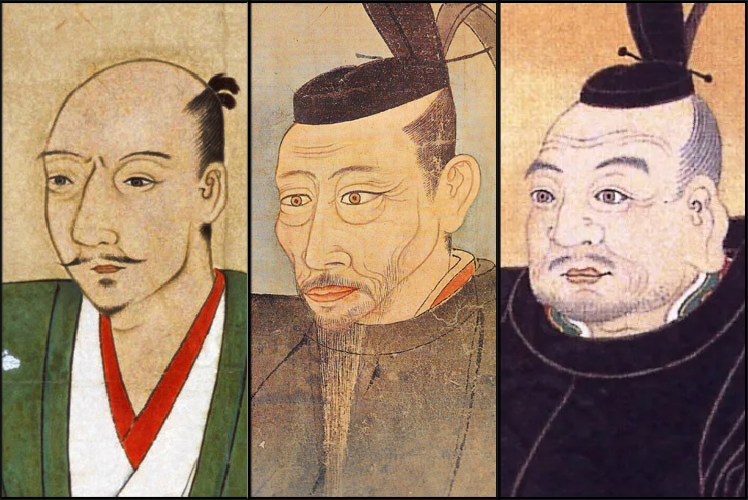
統一日本的三英傑：織田信長、豐臣秀吉、德川家康

天正元年（1573年），織田信長放逐末代將軍足利義昭，室町幕府宣告滅亡。後逐漸成為全國最強大的軍事首領，並開始積極拓展統治版圖，直到天正十年（1582年）消滅甲斐大名武田氏為止，已幾乎完全控制近畿與東海地方，並將勢力延伸至中國地方、甲信越地方、四國地方以及北陸地方，此時的全國實際政治中心也轉移到安土城的織田氏手上。同年，部將明智光秀發動本能寺之變，織田信長死去（或說失蹤），其長子兼織田家家督織田信忠敗給明智光秀後自殺，整個織田氏頓時陷入混亂。
此時，織田氏部將羽柴秀吉在山崎之戰中討滅明智光秀，並在後來的清洲會議中擁立織田秀信繼位並取得優勢，而於隔年的賤岳之戰打敗另一重臣柴田勝家，成功整合織田氏的版圖。
1584年，羽柴秀吉與東海地方大名德川家康爆發會戰，雙方經過一番對峙後進行和解並結為同盟，同年，大坂城完工，羽柴秀吉以此為根據地建立豐臣政權，開始進行統一全國的計划。1585年，羽柴秀吉認近衛前久為猶父提高身價出任關白，同時於京都修築聚樂第作為關白執政的政廳。經歷四次的大規模討伐後，1590年，接受後陽成天皇賜姓豐臣的秀吉完成全國大致上的統一，使日本進入百年來首見的和平時期，全國的實際政治中心也轉移到大坂城的豐臣氏手上。
此後，豐臣秀吉鼓勵商業以廣開財源外，持續推動全國檢地與刀狩令的工作，並以各種手段削弱主要大名的封地。1592年起，豐臣秀吉將關白職務讓予養子豐臣秀次，遷居伏見城以太閤的身份號令天下。他同時發動兩次侵略朝鮮的戰爭，史上合稱文祿·慶長之役（即萬曆朝鮮戰爭，韩称壬辰卫国战争）。這場戰爭導致西日本諸大名實力大損外，也造成豐臣氏財力上嚴重的負擔，並促使家臣嚴重分裂。1595年，秀吉為淀殿幼子豐臣秀賴接班鋪路，賜死時任關白的養子豐臣家家督豐臣秀次。

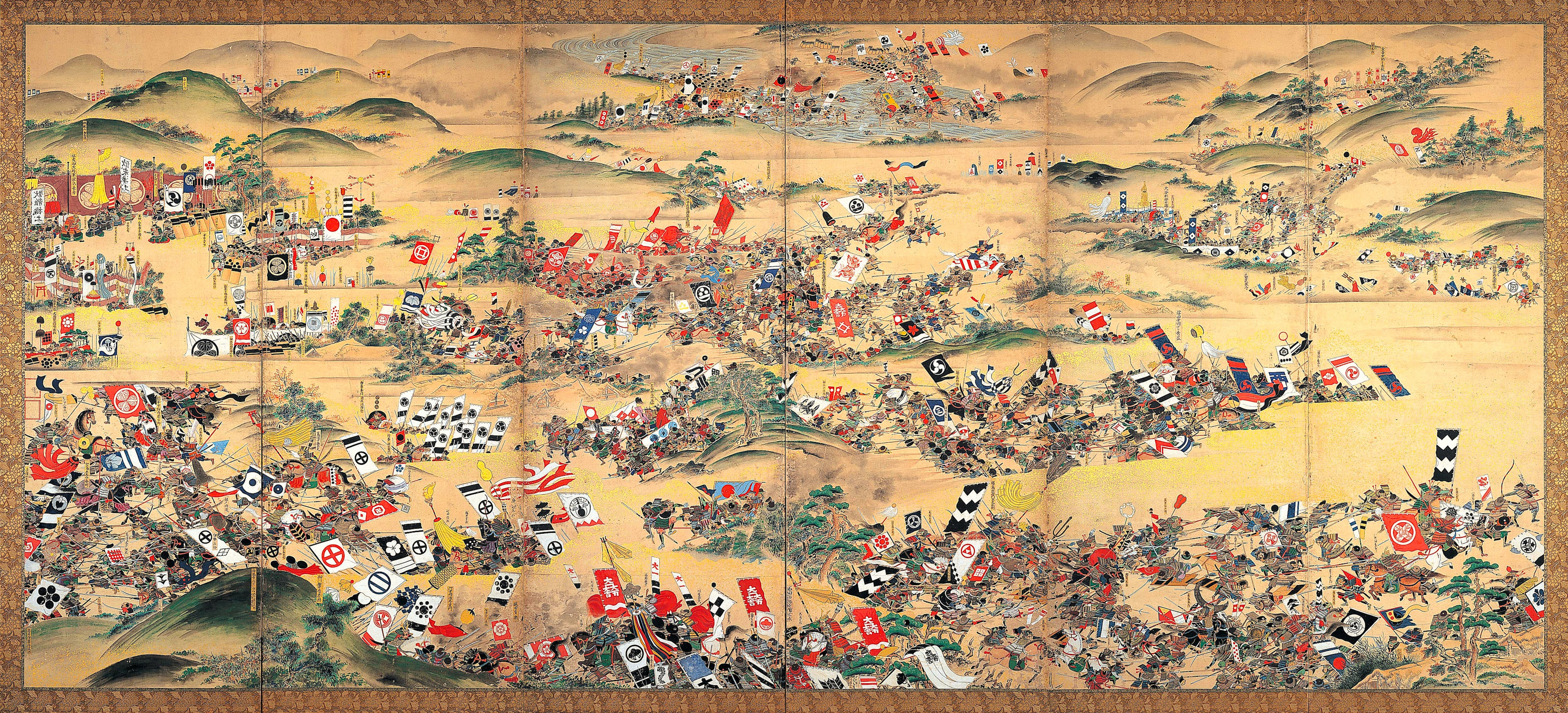
江戶時代的屏風圖，描繪1600年的關原之戰。約16萬人投入這場戰爭。

1598年，太閤豐臣秀吉去世，秀賴年幼繼位。全國再度陷入混亂。當時最強大的大名五大老首揆德川家康利用政治手段控制大坂城的權力中心，招致多數大名與豐臣內部文官的不滿。1600年，不滿的大名在文官石田三成與大名毛利輝元的號召下起兵討伐德川家康，雙方在關原之戰中交手，最終德川家康大獲全勝，成為全國實際最高統治者。1603年，天皇下旨封其為征夷大將軍開創江戶幕府，至此進入江戶時代。

### 江戶時代 （1603年－1868年）

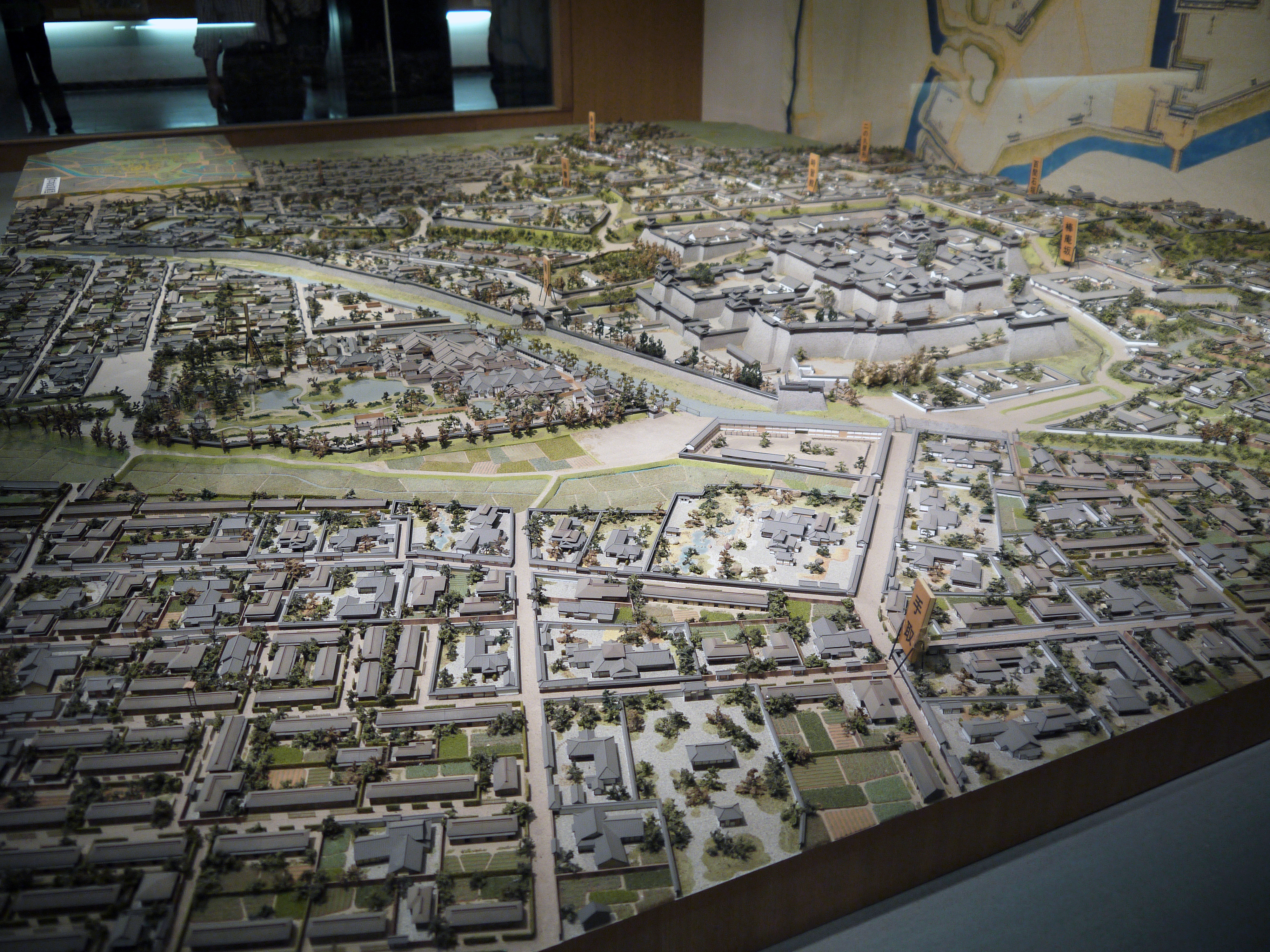
江戶幕府時期的熊本城

1603年（慶長8年）至1867年（慶應3年）間被稱為江戶時代，於江戶設置江戶幕府。
1598年豐臣秀吉死後，德川家康在1600年關原之戰中獲得勝利並被委任為征夷大將軍。1605年讓位予三子德川秀忠，自任大御所並遷居駿府城持續號令天下。1615年，德川家康在大坂之戰中族滅豐臣氏。幕府藉由禁中並公家諸法度與武家諸法度駕馭朝廷和大名，各大名因參勤交代制度被要求定期往返江戶與其領地。幕府禁止基督教，經歷島原之亂並完成鎖國政策，只進行少部份在長崎出島與荷蘭和清朝的交易。和朝鮮王朝則透過朝鮮通信使維持關係。
1651年德川家光去世，由當時才10歲的德川家綱繼位，自從家綱即位以後，朝廷將軍宣下的儀式皆在江戶進行。其後發生浪人暴亂未遂事件（慶安事件），社會動盪不安。不過，保科正之和大老酒井忠勝、老中松平信綱和阿部忠秋極力輔佐家綱，化解了這次事件。家綱執政期間將幕府機構整備完善並下令廢除殉死制度，同時將家光時代的武斷政治改為文治政治。
怠家綱晚年幕府財政惡化加上身體虛弱，時常臥病在床，造成大老酒井忠清專制，幕府威勢逐漸減弱。1680年，家綱去世時未有子嗣，酒井忠清企圖效仿鎌倉時代源實朝死後讓皇室的人選繼任將軍，因此打算擁立有栖川宮幸仁親王，最終由於家臣堀田正俊規勸才作罷，迎立家光幼子德川綱吉即將軍位。
而後政治安定經濟也跟著發展，在德川綱吉時代景氣良好，商人與町人盛行元祿文化。1687年綱吉頒布「生類憐憫令」，世稱「狗將軍」。1701年發生元祿赤穗事件。1707年富士山發生宝永大喷发。1709年德川綱吉薨逝，德川家宣繼位，實施正德之治。江戶時代中葉，幕府財政陷入困境，德川吉宗實行享保改革後暫時恢復財政，之後卻又再度惡化。1745年德川家重繼位，因執政能力有限而重用大岡忠光。1761年德川家治重用田沼意次，開啟幕政由側用人獨專的現象。1783年浅間山發生天明大喷发。1787年德川家齊即位，罷免田沼意次、啟用松平定信，其後因尊號事件又將其罷職。1837年家齊讓位予次子德川家慶，仍續掌權柄，史稱「大御所時代」。而大御所時代前後的兩場幕政改革，分別由松平定信推動的宽政改革與其後水野忠邦推動的天保改革皆曾企圖仿效享保改革改善幕府財政，但卻未能解決根本。伴隨著貨商經濟的發展，在化政文化和町人文化盛行之下，以往以米的年貢為基本收入的大名與旗本轉為貧窮。大名實行藩政改革（藩政改革），土佐藩、長州藩與薩摩藩等在靠此改革成功後被稱呼為「雄藩」。
日本最早對蝦夷地的開拓始於江户時代，當時幕府派出最上德內、近藤重藏、間宮林藏、伊能忠敬等人探險北海道、庫頁島和千島群島地區，和人對北海道的地理狀況亦有了更多了解。1799年，幕府將東蝦夷地改為幕府直轄地。1807年又將西蝦夷地改為幕府直轄地。不過在沙俄的威脅減輕之後，1821年，全蝦夷地又重新成為松前藩領地。

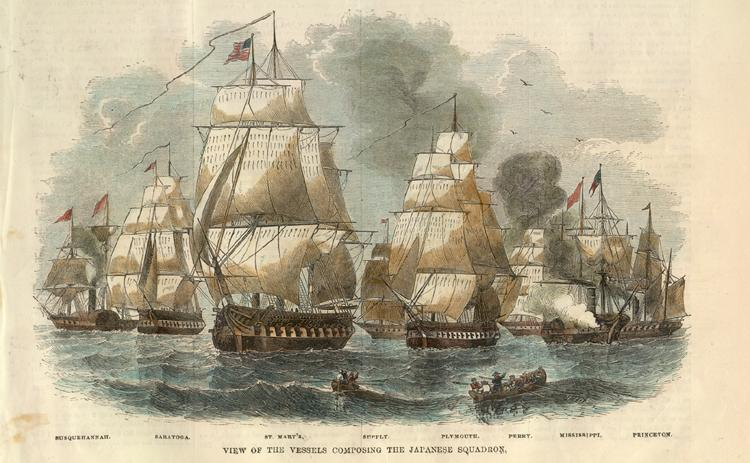
1854年前往日本，要求停止鎖國政策的美國軍艦

幕府末年經由培里來航而簽下神奈川條約（日美和親条約）。依此条约，日本开放了下田及箱馆两港口。1856年8月，美國派遣T.哈里斯抵日本下田，逼迫江戶幕府同意開設由他擔任總領事的美國駐日總領事館。1857年10月，幕府又被迫同意哈里斯前往江戶晉見將軍德川家定。1858年，日美簽下安政條約。隨著尊王攘夷思想強盛，幕府大老遇刺身亡與薩英戰爭都令幕府的權威一落千丈，最終德川慶喜先後把政權與領地交還朝廷。

## 帝国時代 （1868年－1945年）

### 明治（1868年－1912年）

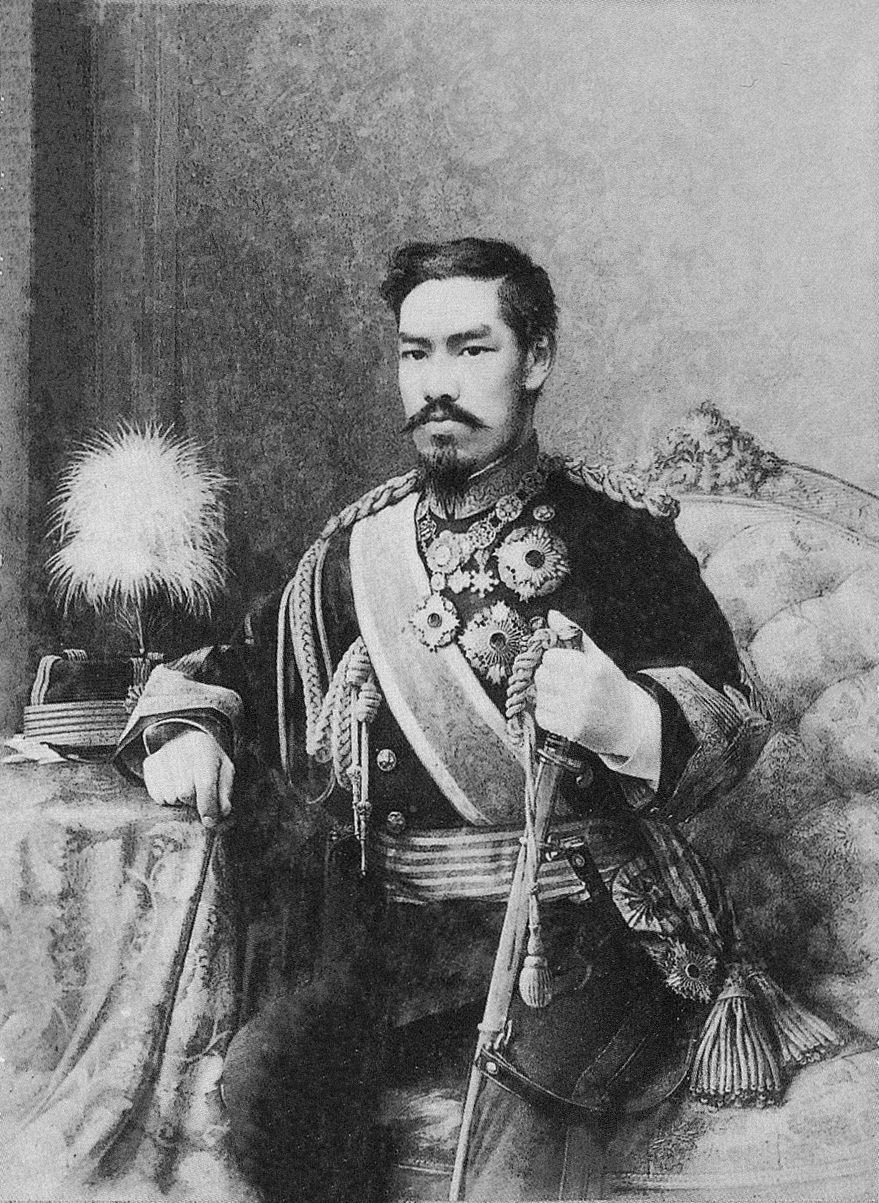
明治天皇，繪於1888年

經過王政復古大號令及戊辰戰爭後，擁戴朝廷的諸藩，成立以明治天皇為中心的大日本帝國政府。1867年，末代德川幕府將軍德川慶喜主動大政奉還，新政府正式成立。江戶時代結束。
1868年開始的明治维新對日本进行了多项大刀阔斧的改革，在地方政治上廢藩置縣，廢除大名制度。新政府確立新的國家制度，設立議會及制定憲法。1889年，新政府頒布了《大日本帝國憲法》（又稱《明治憲法》），1890年舉行了第一次帝國議會。另一方面，又以培植產業及加強軍力為國策推進。
1868年，明治新政府宣布設立後箱館裁判所，便將北海道納入新政府統治之內。然而在1869年1月，舊幕府軍佔領五稜郭，其首領榎本武揚宣布成立蝦夷共和國，並和新政府軍之間爆發箱館戰爭。在舊幕府軍投降之後，新政府宣布在北海道全境設11國86郡。1869年，新政府創建了開拓使，北海道開始進入大規模開發時代。新政府鼓勵失去工作的武士和士族移民北海道，並且為了加強國防，還設置了屯田兵制度。除了政府動員的移民之外，亦有自發性的大規模移民，其代表例為帶廣的晩成社。1882年，開拓使被廢止，政府改設函館縣、札幌縣、根室縣三個縣來管理北海道:28-30。但由於北海道人口分佈不均，這一體制效率不彰。1886年，政府決定廢除三縣，改設北海道廳:31-33。然而大量士族在明治維新的過程中失業，造成極大社會問題，舊藩士在新政下生活困苦，演變成西南戰爭。
日本後來有出兵臺灣之議。1871年10月，一艘琉球國船隻於颱風後漂流至臺灣東南部，其中54名登島乘客因故被原住民處決，史稱八瑤灣事件。由於當時琉球國同時向清朝和日本朝貢，而清廷表示將事件交由日本處理，日本因而在1874年5月攻打臺灣南部排灣族政權，是為「牡丹社事件」。之後中日兩國在駐华英國公使調停下，簽訂了《北京專約》。後來日本政府將條文中的「琉球人」詮釋為「日本國屬民」，染指清朝朝貢国琉球国，藉此在1879年吞并了琉球。琉球王國灭亡，并改设为冲绳县。

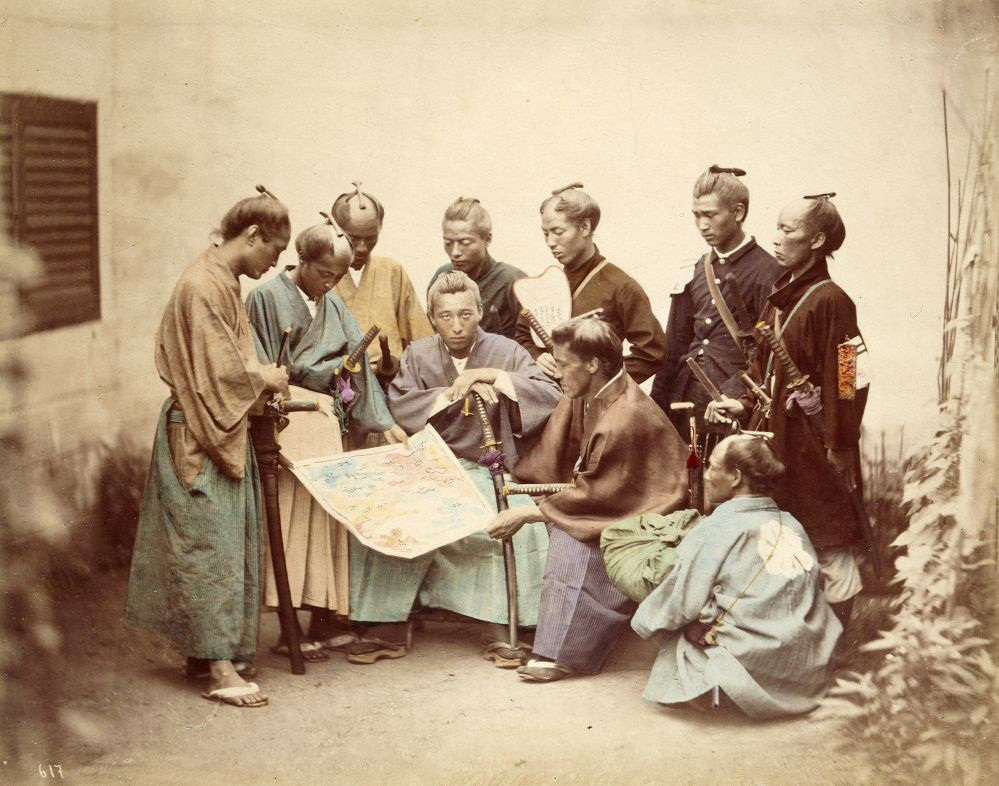
1860年代，戊辰戰爭中的日本武士
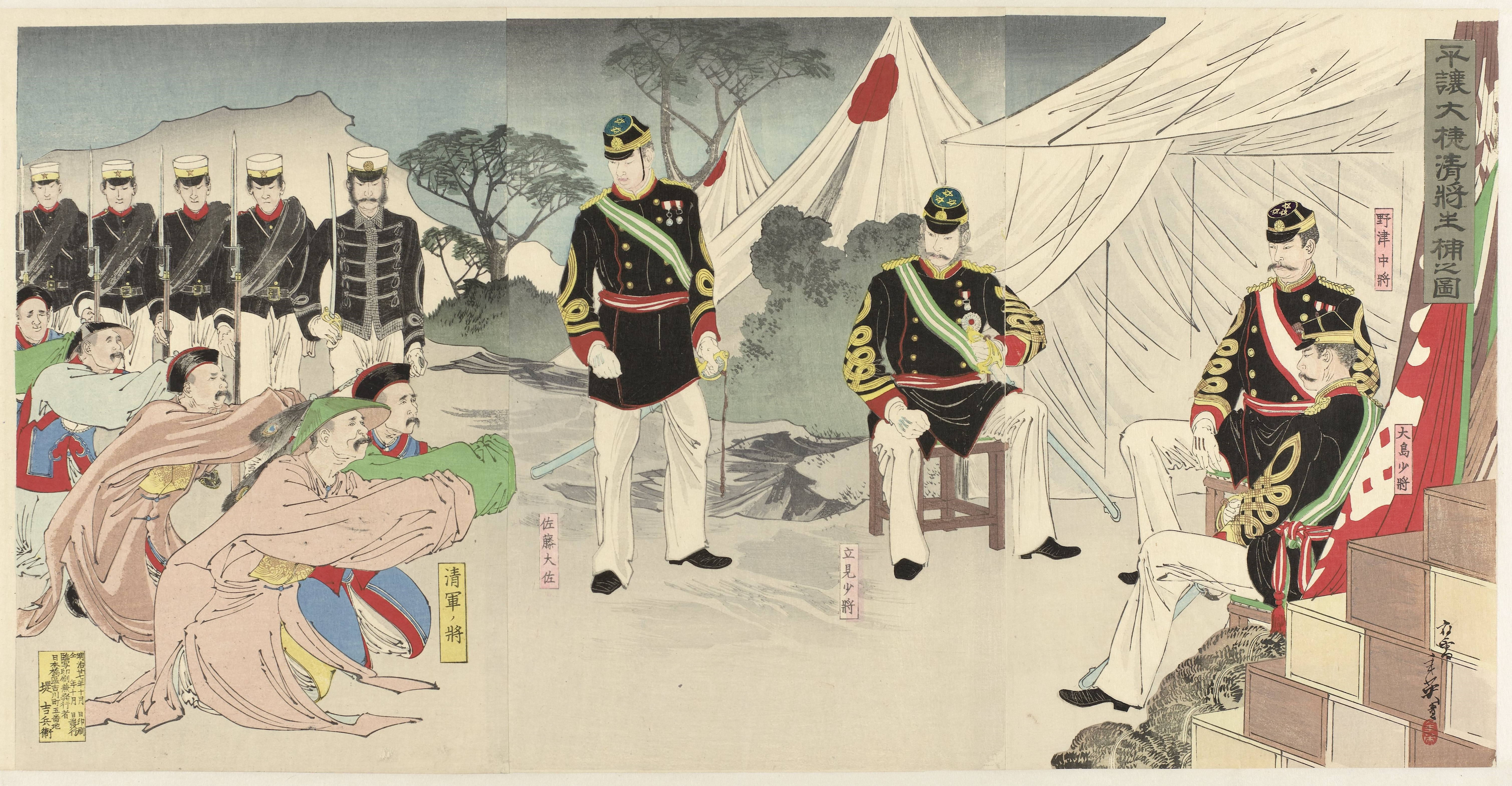
1894年，右田年英的《平壌大捷清将生捕之図》描繪甲午戰爭中的清軍，在平壤向日軍投降
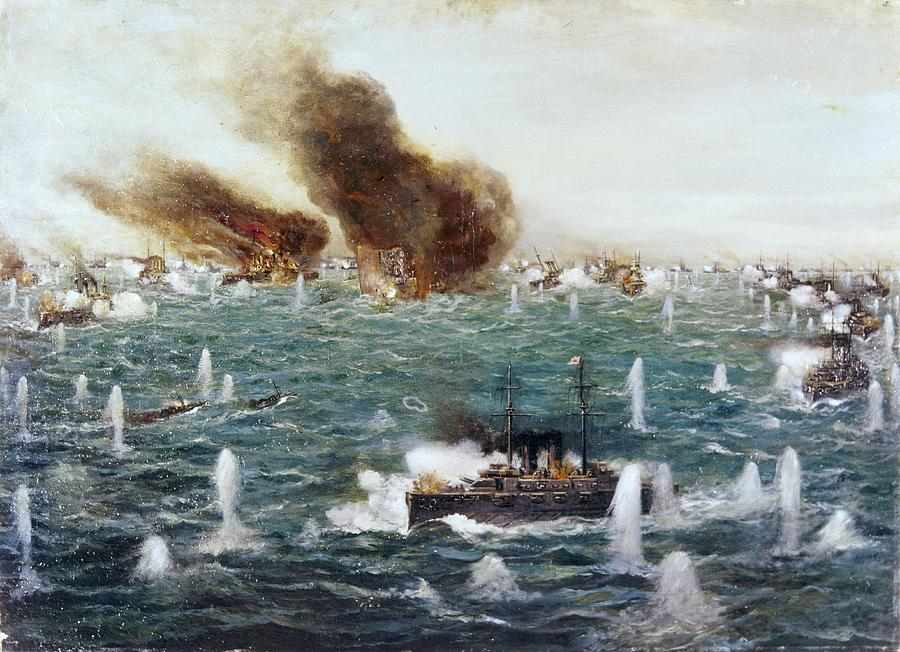
1905年，東城鉦太郎的《日本海大海戦》描繪对马海峡海战

1894年，朝鮮發生東學黨起義，中日按《天津條約》同時出兵朝鮮半島，起义平息后日本要求继续驻兵被拒，其後扣留高宗李熙，命大院君李昰应主国事，後日本稱發現李昰应曾要求東學黨與清軍一起驅逐日軍，於是不宣而战，突襲駐守於朝鮮的大清海軍。隨後於1894年8月1日，中日兩國互相宣戰，甲午戰爭正式爆發。1895年2月，清軍潰敗，清廷被迫派李鴻章代表清廷向日本求和，並以戰敗國身份，签订了條件苛刻的不平等条约《马关条约》。日本在此條約中獲得了福建臺灣省主權、以及二億兩白银的巨額賠款，使臺灣成為日本第一個殖民地。
1900年，俄国趁八国联军侵华战争时单独出兵佔據中国東北，但各国与清廷议和后俄国拒不撤兵，遂与日英等國交恶，最終在1904年爆發日俄戰爭，日本獲勝，取得庫頁島（日本称樺太）南部。日俄戰爭後，日本在朝鮮取得控制：其於1907年逼迫朝鮮高宗退位、解散朝鮮軍隊；並進一步在1910年，與大韓帝國簽訂了《日韓合併條約》，令朝鮮半島合併成為日本的一部分。

### 大正（1912年－1926年）

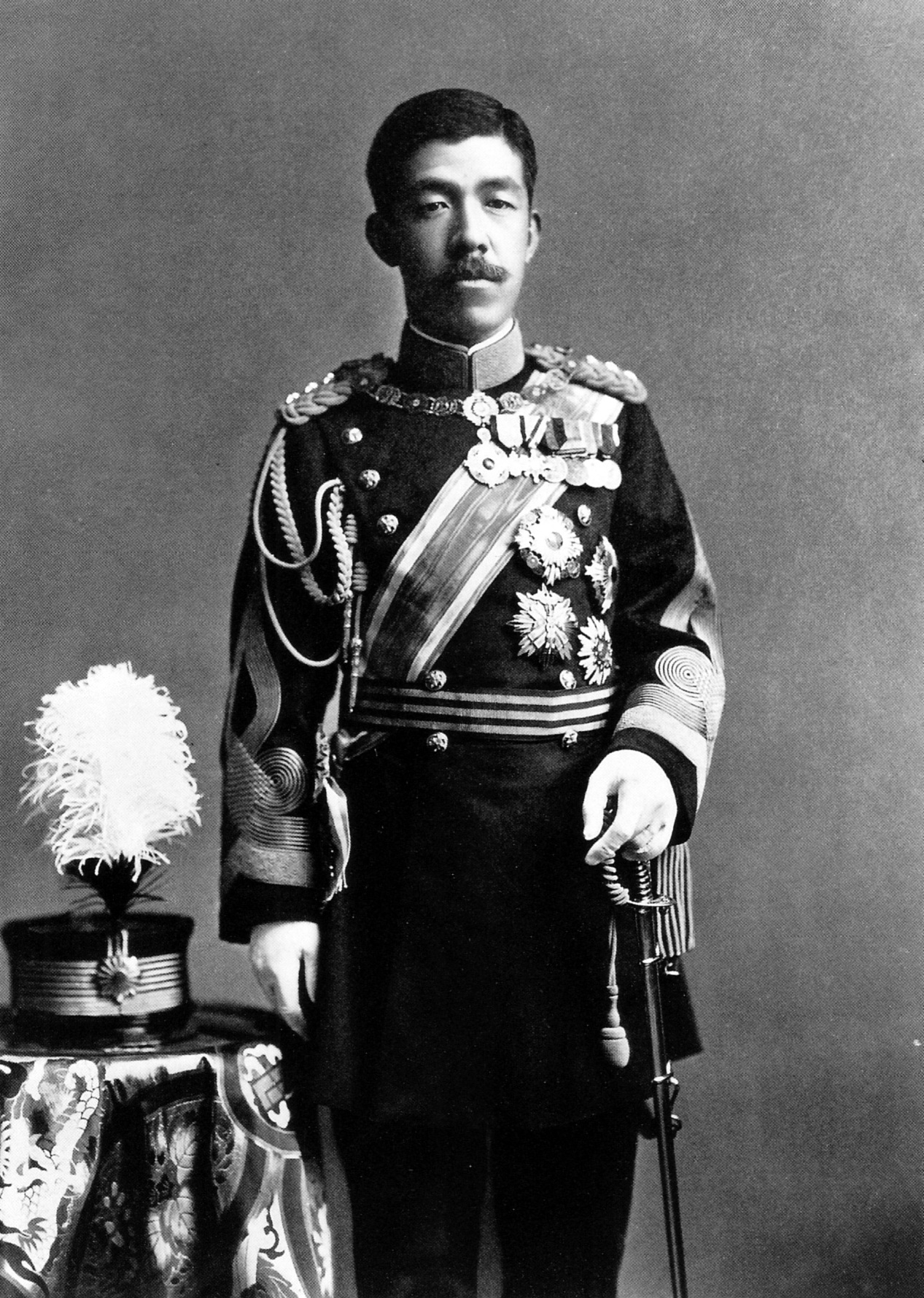
大正天皇，攝於1912年

1912年，明治天皇於駕崩，子嘉仁繼位，改元大正，是為大正時代。大正元年，因為陸軍倒閣而引起第一次護憲運動（即：大正民主運動），開始出現政黨政治。大正時代前期，發生第一次世界大戰，時為自明治維新以來日本國力最高峰的盛世，但1921年，大正天皇因病而由太子裕仁攝政，1923年發生關東大地震，以及一戰後在國際和平會議中節節敗退，使日本日漸艱難。權貴與政黨不斷抗爭，發生第二次護憲運動，實行全民普選（1925年）。亦由唯一的元老西園寺公望推薦內閣總理大臣（首相），提倡“憲政之常道”。
1914年9月，日本在第一次世界大戰中，以日英同盟為由投向協約國，向以德意志帝國為首的同盟國宣战，發動青島戰役。日本在1914年11月攻佔青島後，在1915年對中華民國北洋政府提出二十一條。該條約在中國引發五四运动、並引來英美質疑，逼迫日本修改部份條文。日本最終赢得第一次世界大战、並取得胶州湾租借地、德屬新幾內亞等地。一戰使日本富強，後進入「大正民主」時期。1918年，米價急漲，日本農村爆發米騒動事件，並演變成武裝衝突，参与者逾二百萬人；事後警方逮捕超過二萬五千人，其中八千二百人被判各項刑罰：轻则罚款，重则處死；此事亦使寺內內閣下台。由於當時日本內地的大米供不應求，因而增加生產朝鮮和臺灣的大米，並进口更多的外地大米至內地，以解內地缺米之憂；朝鲜和臺湾对内供米减少，朝鲜农民只能从滿洲进口杂粮充饥。
第一次世界大战期间，由于军需等因素的影响，日本经济呈现畸形繁荣。大战刚结束，日本就爆发了1918年经济危机，经过调整，至1919年四五月间开始回升。1920年春，日本又陷入了新的经济危机，日本经济由此一蹶不振，陷入了历时十年的长期萧条。对此日本政府采取了救济措施，但这些措施都未能从根本上扭转局势。在整个社会尚处在经济危机的泥沼之中时，1923年9月1日日本又遭受了关东大地震的严重打击。

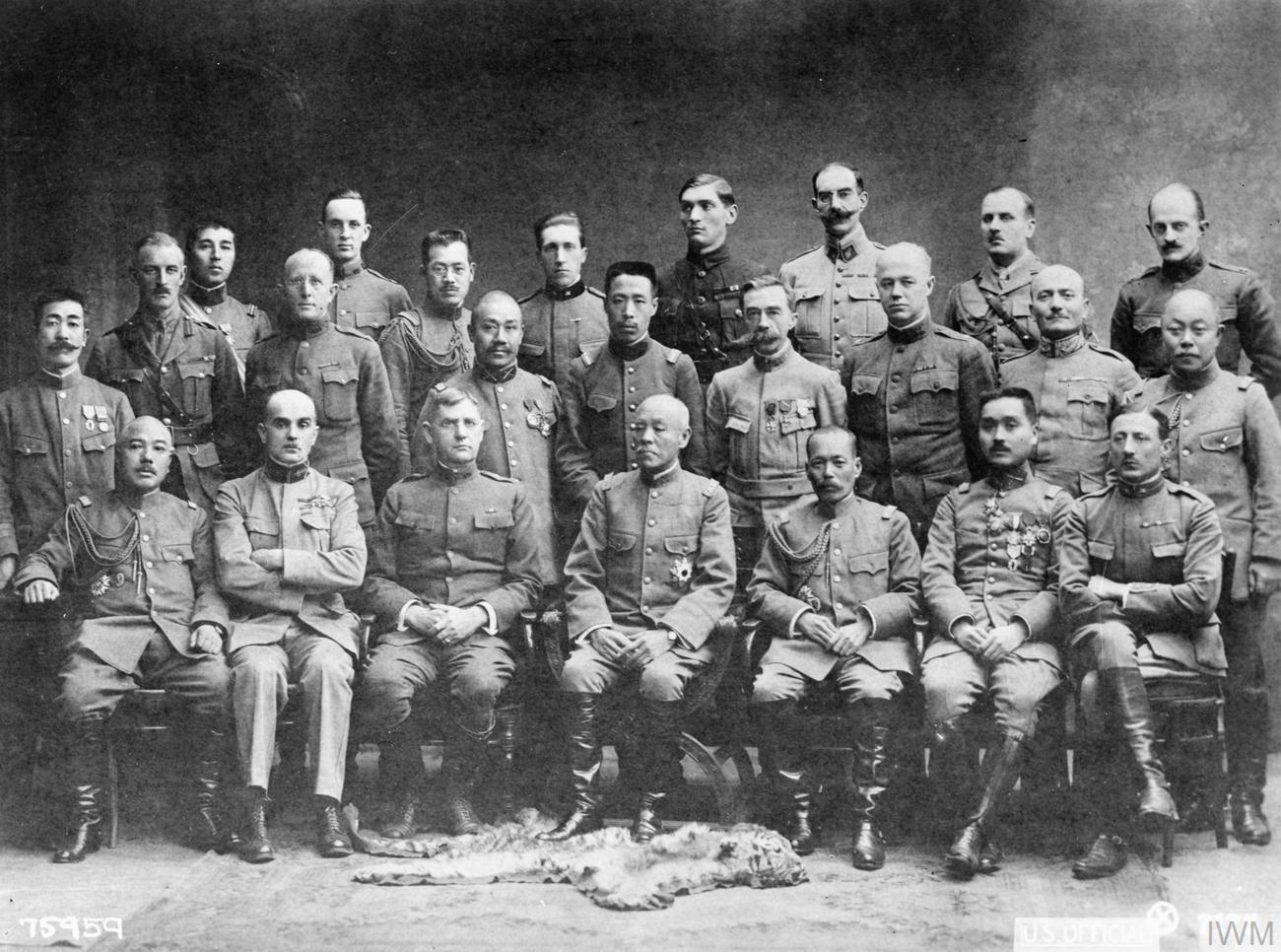
西伯利亚干涉時，协约国士官合影。

1917年，俄國爆發十月革命，布尔什维克黨推翻了克伦斯基的临时政府，夺取了彼得格勒的政权。1918年3月苏维埃俄国与德国单独媾和，签订了《布列斯特-立陶夫斯克条约》，退出第一次世界大战。为此，协约国决定武装干涉苏俄革命，俄国白军得到日本等協約國成員支援推翻布尔什维克政权。1918年，第一次世界大战的协约国派遣军队在西伯利亚东面海岸登陆，直接武装支援俄国白军推翻在西伯利亚的布尔什维克政权。事件最後失敗告终，蘇聯共产政府確立。1920年协约国撤出俄国后，日本军队单独留在西伯利亚，直至1922年日本军队才撤出西伯利亚。

### 戰前昭和（1926年－1945年）

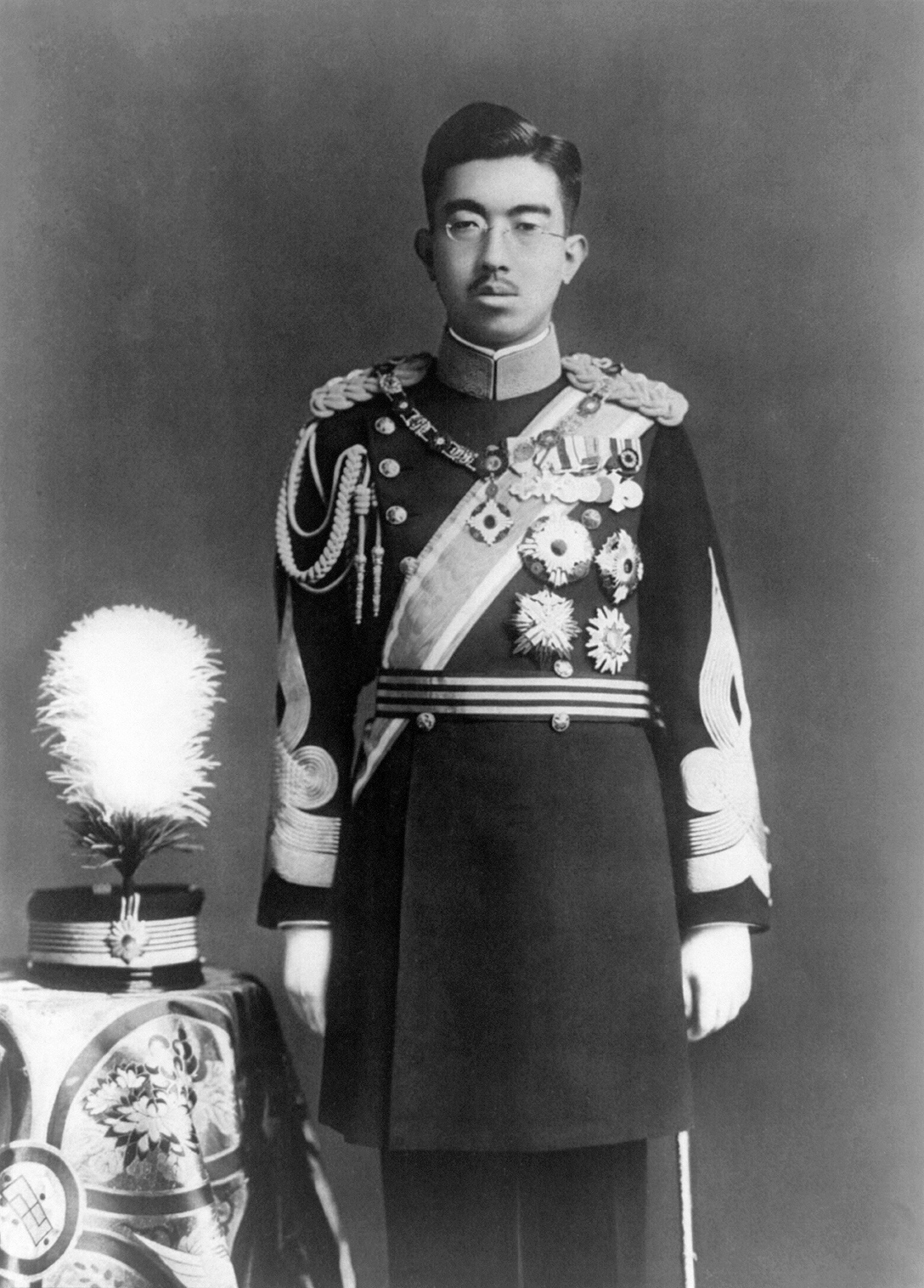
昭和天皇，攝於1935年

1926年12月25日，大正天皇駕崩，皇太子裕仁親王繼位為昭和天皇，昭和時代開始。
1927年，臺灣總督府宣布，開始臺灣日治時期極重要的水利工程——嘉南大圳，並於1930年竣工。1923年9月，日本關東大地震，死亡人數達十三萬人，日本經濟遭遇重創；1927年4月，由于日本政府救濟臺灣銀行失敗，陷全國金融於險地，史稱「昭和金融恐慌」；1930年，世界經濟陷入嚴重衰退，日本未能倖免。在此期間，濱口、犬養和岡田內閣為挽救經濟，主張削減軍費，使軍部和右翼組織不滿，三人亦先後被暗殺。
1930年代，日本軍隊開始掌握政府的同時，內部漸漸分出互有矛盾的皇道派與統制派。兩派不斷內鬥、製造動亂，最後在1936年2月26日，爆發了二二六事件。軍隊在事件後，決心清除內部的激進份子；但軍隊也進一步掌握了政府，讓國家走向獨裁。也因為元老認為需要靠高層軍官，壓制軍隊裡的激進份子，當時的政黨政治也日漸衰落。內閣總理大臣甚至會如五一五事件般，被軍人政變刺殺，或任意廢立。安德魯．戈登認為，1930年代的日本，已經出現法西斯主義。
1931年，日軍發動九一八事變，入侵中國東北，扶植傀儡國家满洲国；再於1932年，於上海發動一二八事變。在统制派軍人東條英機掌權後，日本对中國開展大规模侵略。1937年7月7日，日軍策動盧溝橋事變，正式入侵中國，引發中日戰爭。戰時日軍佔領華東平原，包括首都南京，並試圖以南京大屠殺逼中國軍民屈服，估計被殺人數約三十萬人，蔣中正率領的國民革命軍只能退守中國西南一帶。但其後戰情僵持不下，令日軍陷入消耗戰；曠日持久，消耗日軍大量人力、物力和財力，加上歐美對日本禁運，石油和鋼鐵等，不得運往日本。因此军方孤注一擲，發動「大東亞戰爭」，向南亚继续扩张，史稱太平洋戰爭。

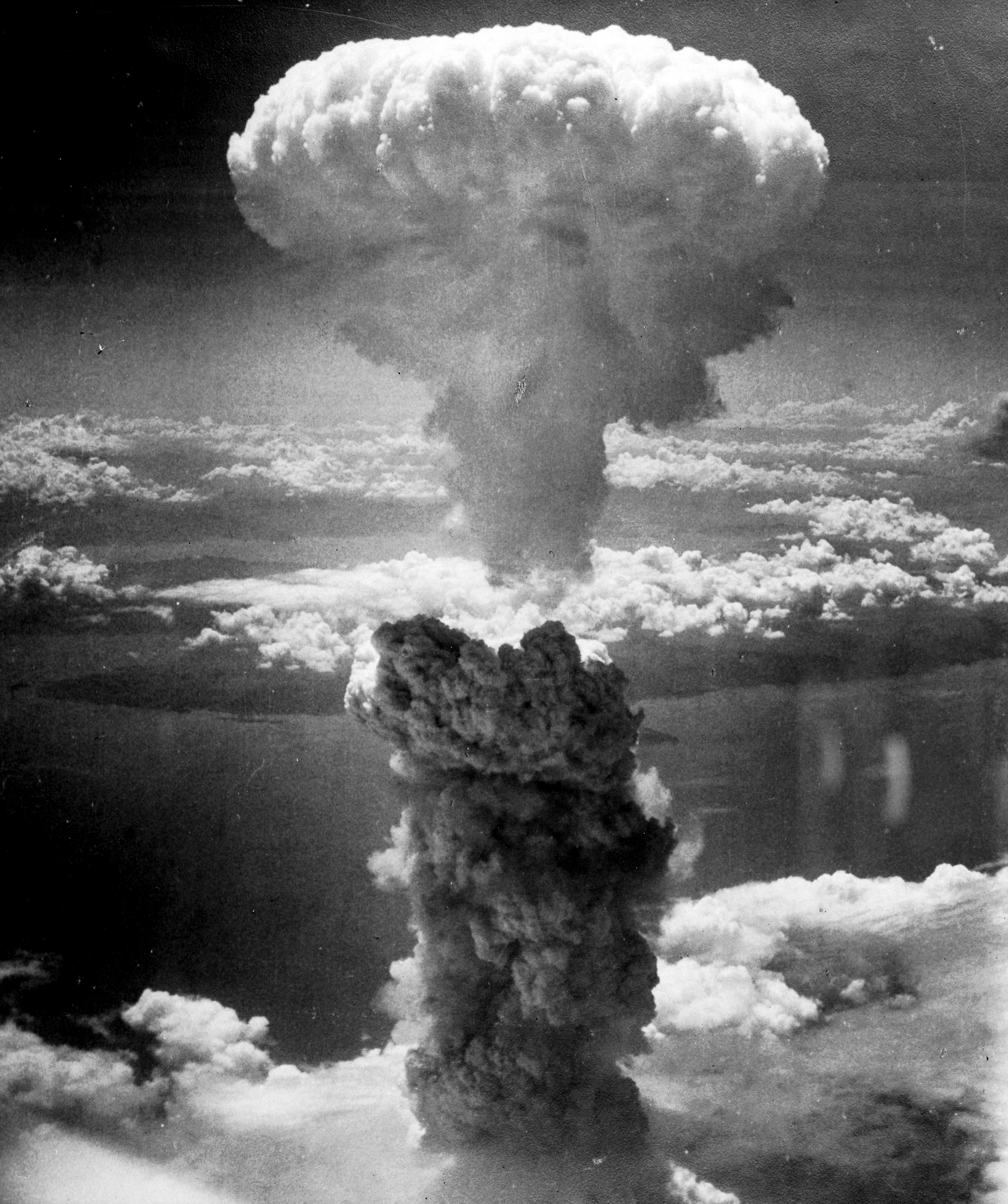
1945年，投放於长崎市的原子彈爆炸後產生的蘑菇雲

1941年12月，日軍偷襲夏威夷的美军基地珍珠港，並正式向美國、英國和荷蘭宣戰，同時開始進軍东南亚等太平洋地區。日軍起初連戰皆捷，然而大日本帝國海軍在中途島戰役大敗，成為太平洋戰爭的轉捩點。1938年以来，日军以「扫荡」、「三光作战」，试图稳定中國的日佔區，但仍无法扭转整体局势。戰爭後期，美國海軍陸戰隊接連攻下硫磺島和沖繩島，美軍B-29轟炸機隨即密集轰炸日本本土，許多城市遇襲，市民傷亡慘重、工業設施盡毀，並重創日本的飛機工廠和機場。
1945年8月6日和9日，美军依次在廣島市和长崎市投下两枚原子弹；同時苏联亦於8月8日對日本宣戰，佔領日屬滿洲。8月15日，昭和天皇以電台廣播宣佈投降。9月2日，日本政府簽署降伏文書，接受波茨坦宣言，並將領土範圍限於本州、北海道、九州、四國以及其他指定島嶼。第二次世界大战正式結束。

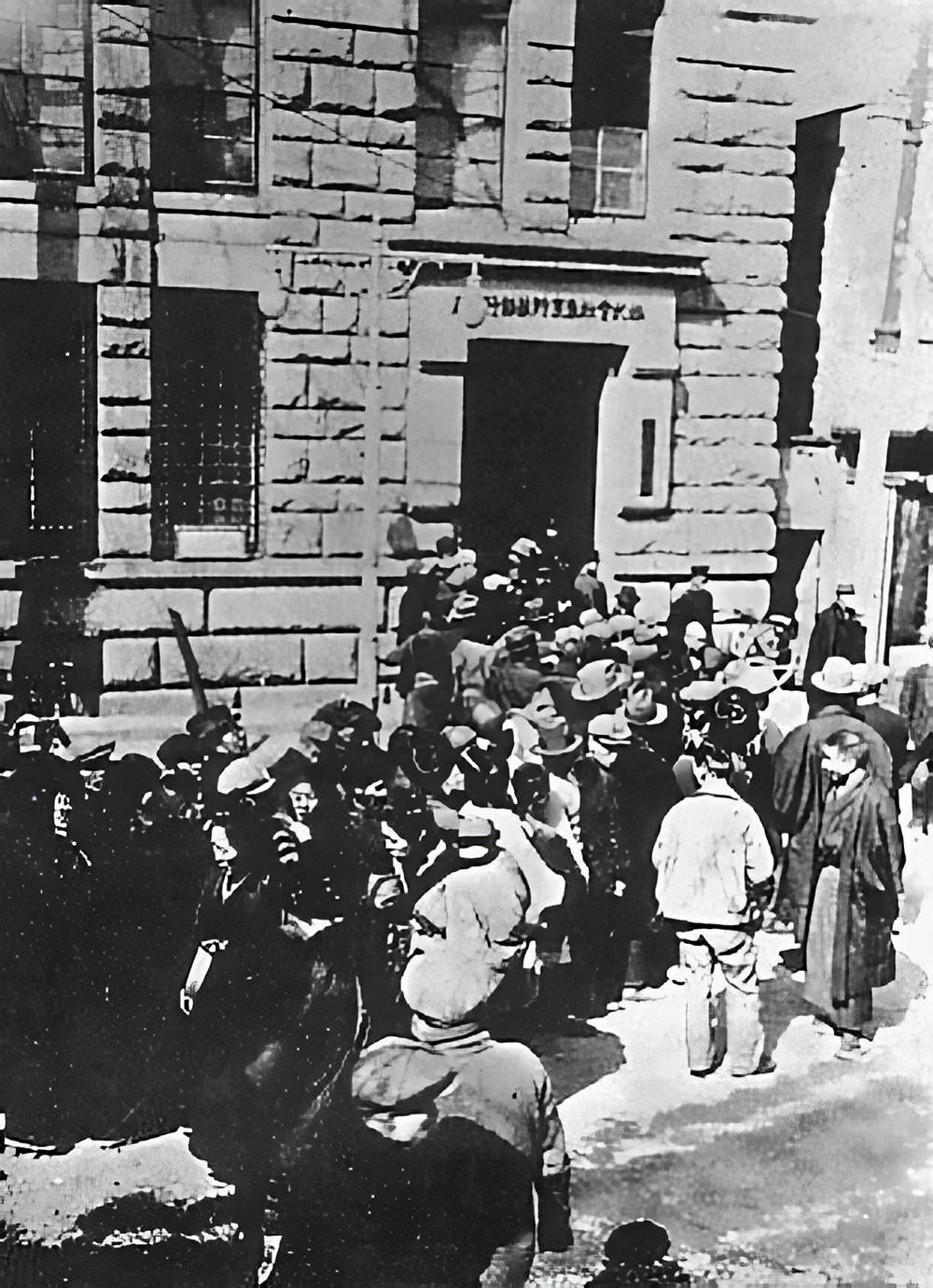
昭和金融恐慌時，銀行擠提的情形
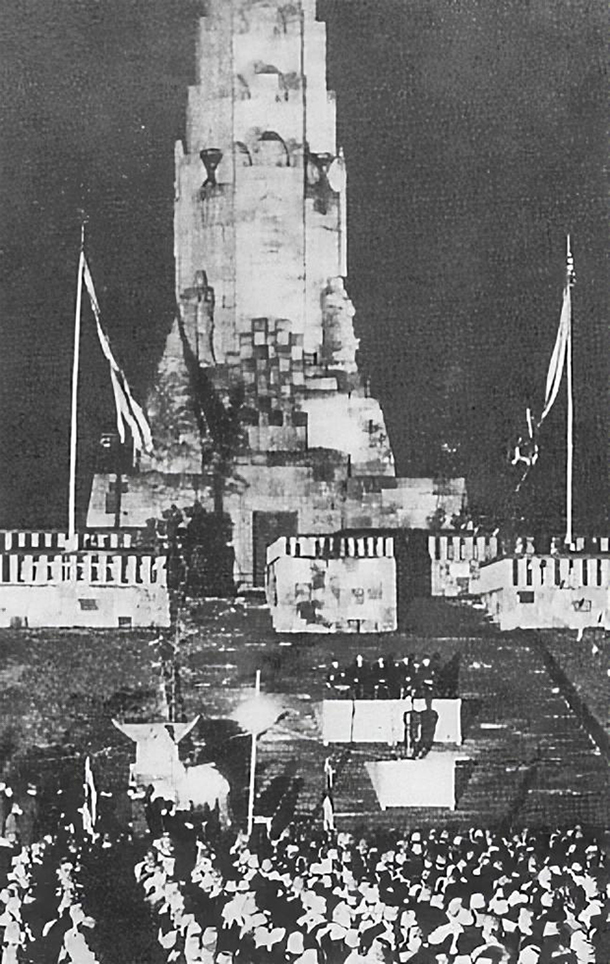
八纮之基柱的竣工儀式
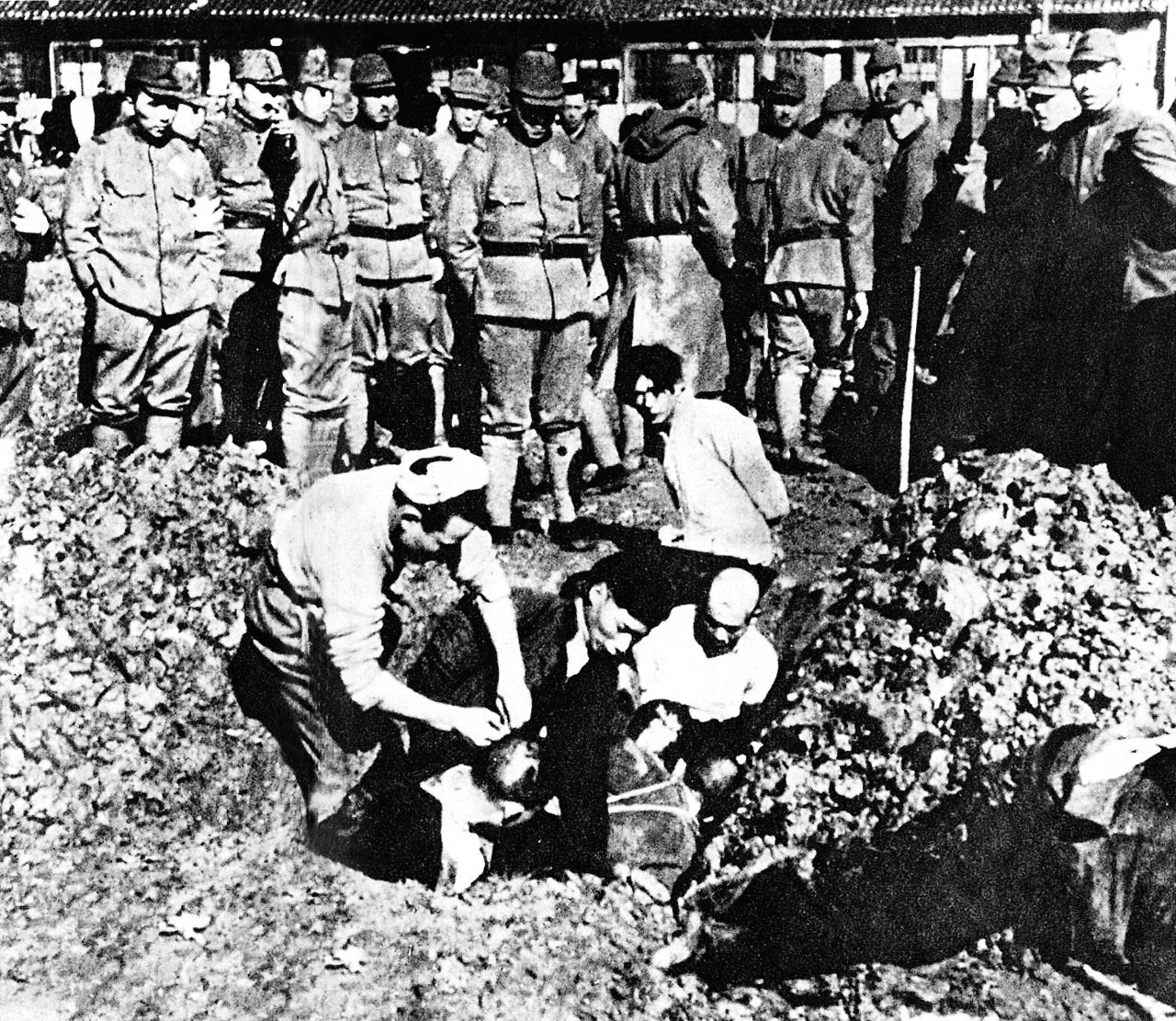
1937年南京大屠殺中，日軍強硬將中國平民押進坑中準備集體活埋
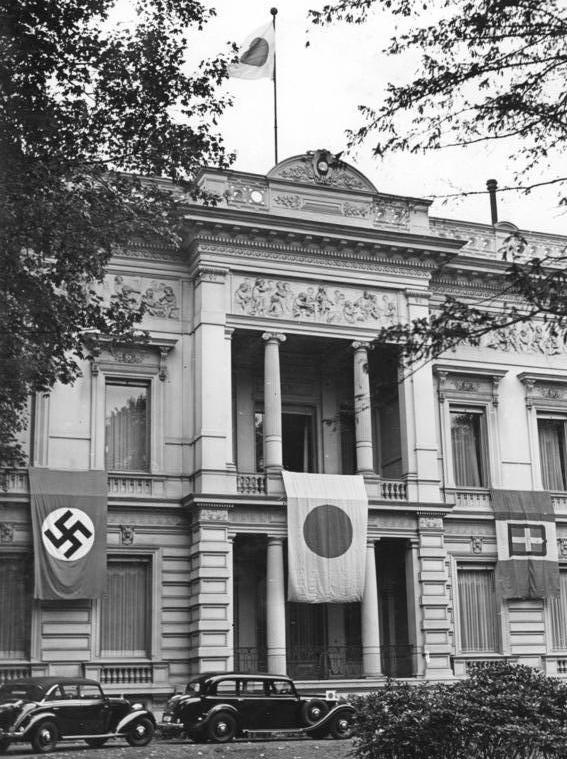
1940年的日本駐德大使館，館外有德義日三國國旗
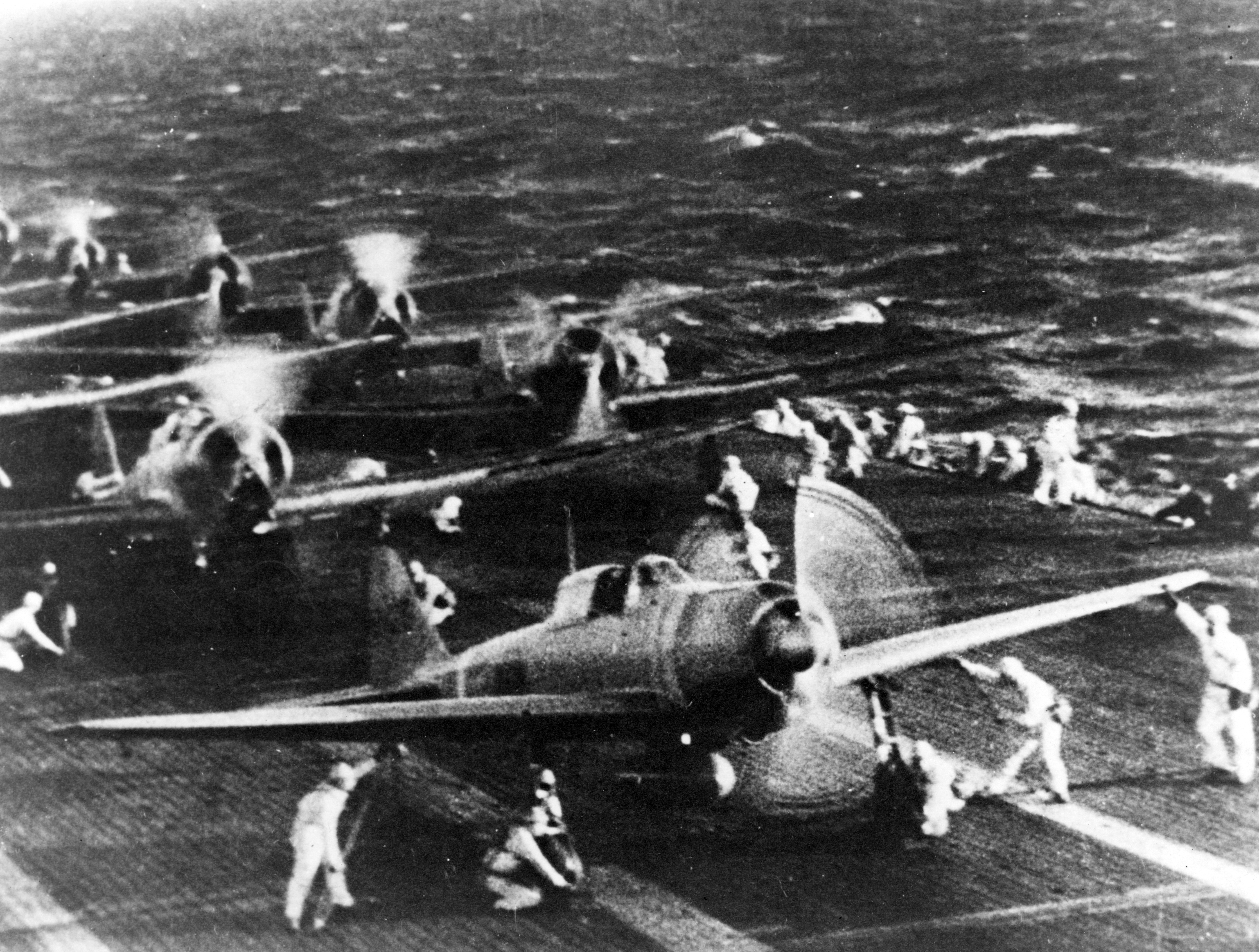
1941年從翔鹤号航空母舰出發，準備偷襲珍珠港的軍機

## 戰後時代（1945年－）

### 戰後昭和（1945年－1989年）

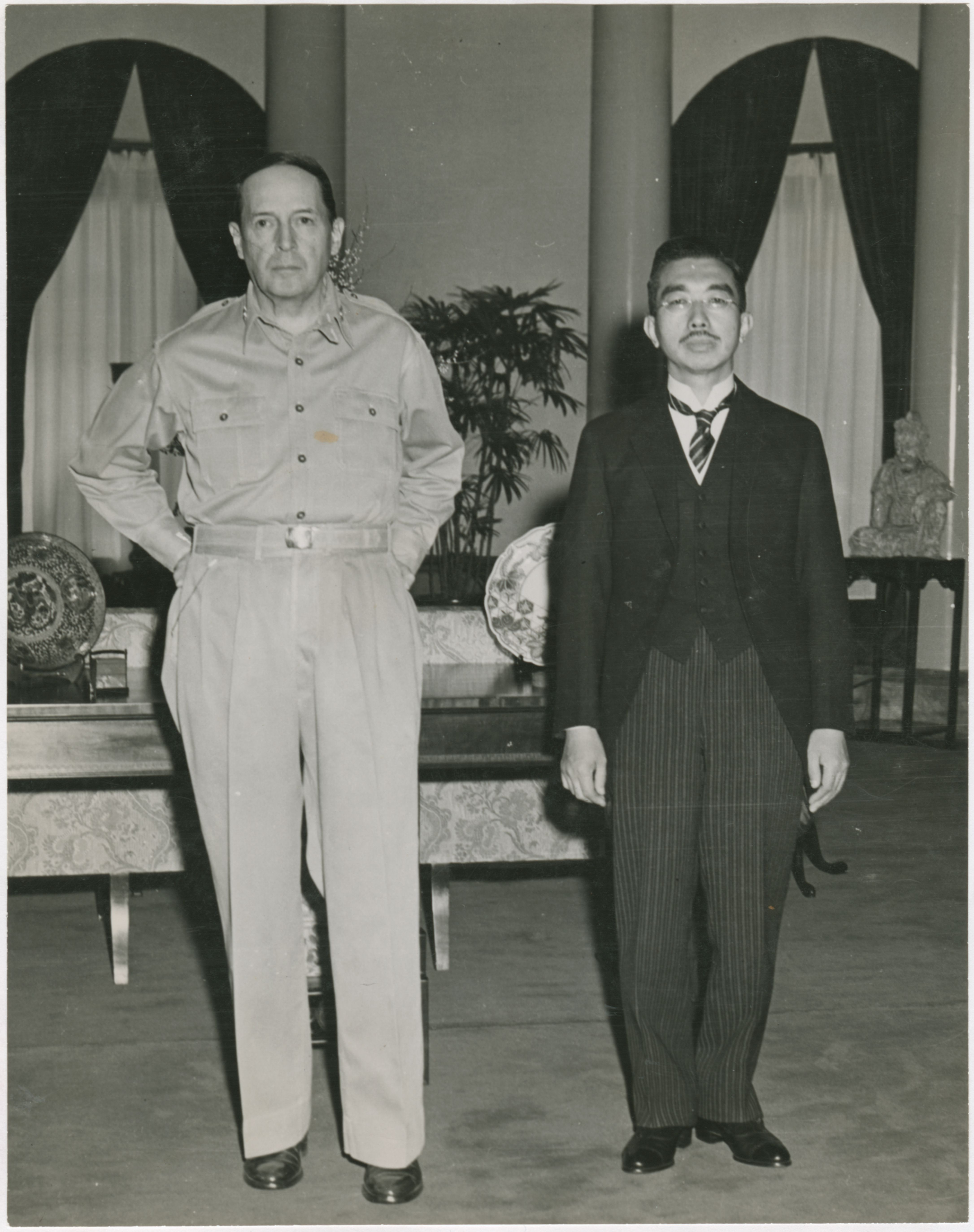
1945年9月，昭和天皇與道格拉斯·麦克阿瑟首次會面

日本投降詔書發出的同時，昭和天皇所信任的鈴木貫太郎內閣總辭，授意予皇族東久邇宮稔彥王組閣，東久邇宮是皇后良子的伯父。東久邇宮內閣是日本歷史上唯一的皇族內閣。天皇發布大命時通常是為了穩定變局。當時，東久邇宮內閣中，有前首相近衛文麿任國務大臣、重光葵任外務大臣。後來重光葵因故辭職，由前奉天總領事，元老牧野伸顯的女婿吉田茂繼任。
此時，盟軍派遣道格拉斯·麦克阿瑟担任盟军政府总司令，要求內務大臣山崎巖，東久邇宮內閣於是總辭，任期只有五十四日，成為日本史上最短命的內閣。
東久邇宮內閣倒台後，昭和天皇任命親美英派的幣原喜重郎組閣，昭和二十年（1945）十月九日，幣原內閣成立。幣原令人熟悉的事迹就是二十年代的幣原外交。
戰後的政黨如雨後春筍一樣大量成立，包括日本自由黨（總裁鳩山一郎）、日本社會黨（片山哲書記長）、日本進步黨（總裁町田忠治）、日本協同黨（委員長山本實彥）、日本共產黨（書記長德田球一）也恢復活動。翌年一月，盟軍總部（GHQ）公布公職追放令，禁止戰犯出任公職。
戰後，第一次總選舉在昭和二十一年（1946年）四月十日舉行，自由黨得到141席、進步黨得到94席、社會黨得到93席、協同黨得到14席、共産黨得5席、其餘諸派38席、無黨籍81席。自由黨成為第一黨，鳩山一郎正準備組閣之際，盟軍總部的公職追放令也燒到他身上，使他失去組閣的權力，於是他把自由黨以及總理職位暫交給外務大臣吉田茂。結果，吉田茂成為舊憲法下，最後一個被天皇大命降下而任命的總理大臣。他邀請前首相幣原入閣，與進步黨聯合組閣。
戰後在盟軍的佔領下，根據日本國憲法，天皇成為國家的象徵，國民主權與全力发展经济路线也在憲法中得到確立。日本國憲法下第一次國會大選，吉田的政黨大敗，以日本社會黨為首的在野政黨勝出，組成以日本社會黨及民主黨為首的聯合內閣，社會黨的片山哲、民主黨的蘆田均相繼出任首相，可惜當時社會黨內部左右派嚴重對立，而且又爆發昭電疑獄事件，聯合政府倒台。吉田茂再次重登相位，連續四次組閣，合共第一次組閣為日本史上唯一的。1948年12月23日，七名甲級戰犯在東京都豐島區池袋巢鴨監獄執行死刑。

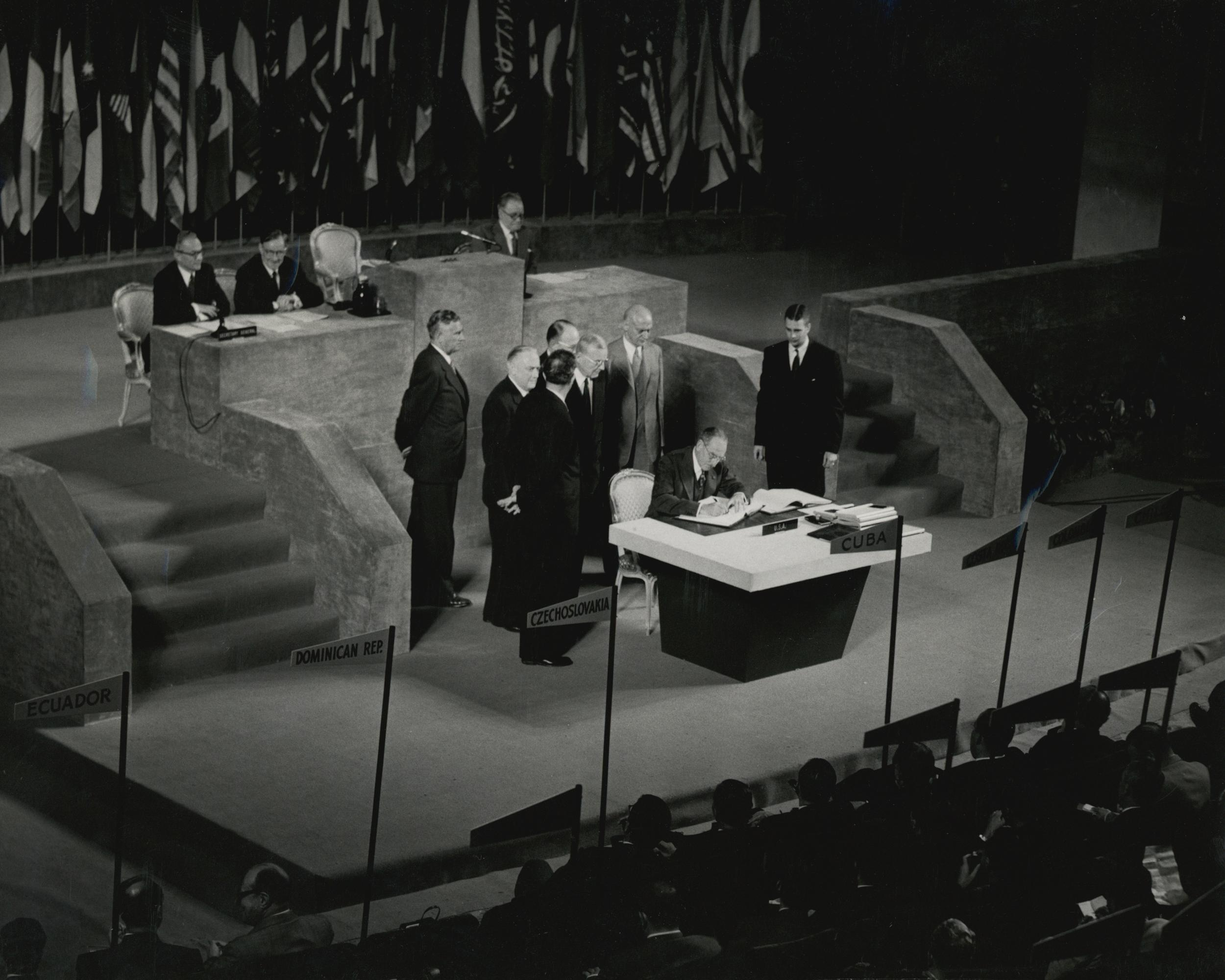
1951年，簽定舊金山和約

1951年9月8日，舊金山和約簽定。1952年4月28日，和约生效，日本恢復國家主權。
鳩山一郎復出後，與吉田茂對立，最後吉田茂在內外交困下，不得不下台，鳩山一郎以上台後立即解散國會為條件與在野黨妥協組閣，大選以後再次組閣。1955年，已經分裂的左右社會黨合併，再次結成日本社會黨；同年，鳩山一郎再次結合他的民主黨及自由黨，結成自由民主黨，時稱為保守合同。此後，自由民主黨為執政黨、日本社會黨為最大在野黨的政治生態一直持續到1993年，被稱為「55年體制」。
鳩山一郎在促成日蘇建交後退下，石橋湛山繼任，但石橋不久又因健康而被迫辭職，最後由被指為戰犯嫌疑的外務大臣岸信介繼任（1957年）。岸信介主要政績是修改日美安保條約，為此，革新與保守兩大勢力進行最終對決，爆發日本現代史上最大規模的社會運動「安保鬥爭」，出現不斷的學生運動。其後，日美安保條約修訂自然生效。岸信介被右翼份子刺傷後退任，由吉田茂的得意弟子、通產大臣池田勇人繼任。
池田上場後，面對岸信介所留下的社會對立局面，他提出「寬容與忍耐」口號。經濟高速增長（尤其在1960年代池田內閣時期，所得倍增計劃得到實現），還被稱為經濟大國。池田連續三次組閣，甚至與同屬吉田茂門下的岸信介之弟佐藤榮作在自民黨總裁選舉中競爭，最後因患上喉癌不得不辭職，由佐藤榮作繼任。佐藤組閣後，日本的經濟進一步上揚，沖繩返還也在其任內發生。

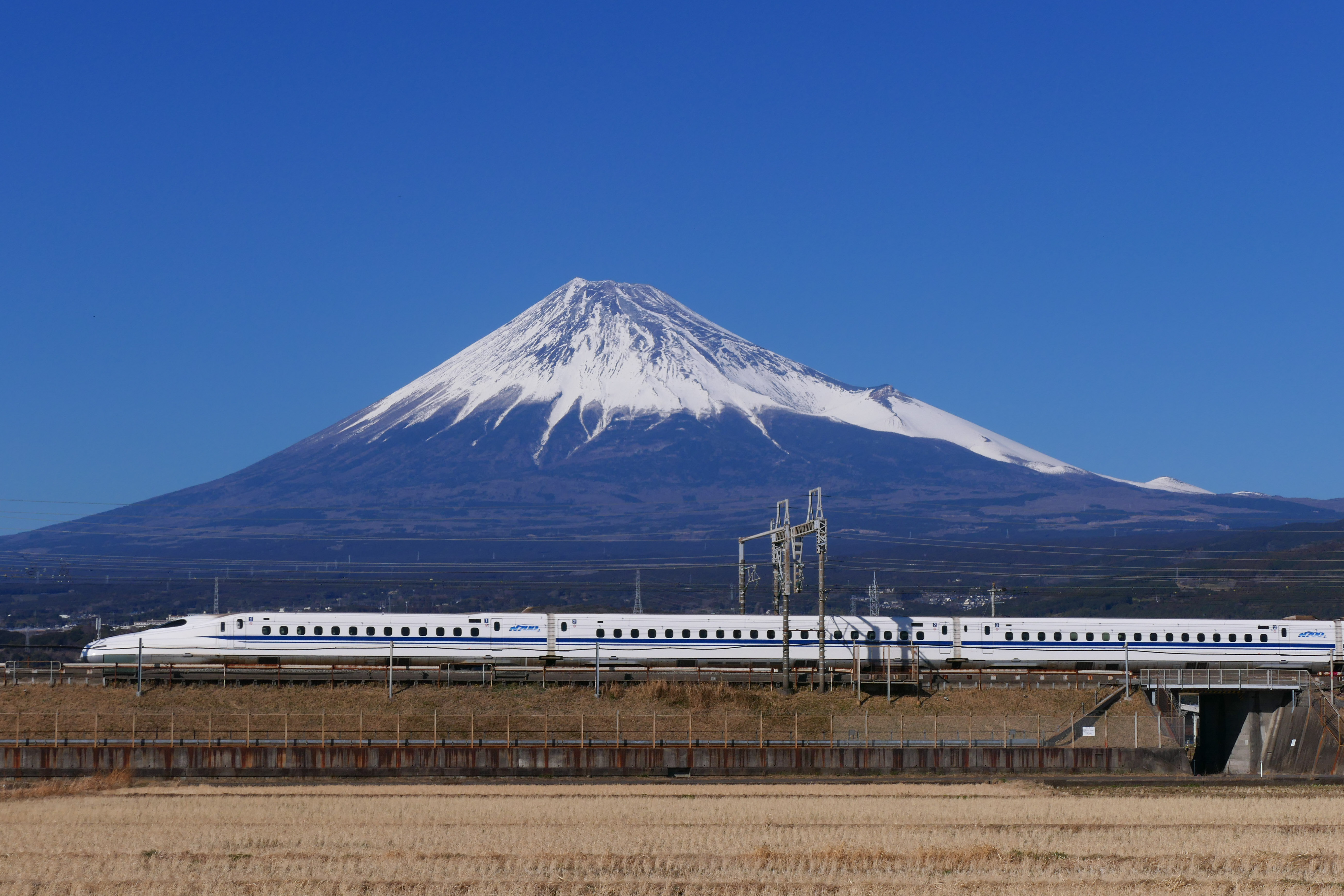
東海道新幹線與富士山

1964年，東京舉辦夏季奧運，這是日本首次舉辦奧運，也是奧運第一次在亞洲國家舉辦。奧運開幕前，全世界首條商用的高速鐵路——東海道新幹線通車啟用。1970年，大阪萬博舉辦，這是日本首次主辦世界博覽會。
佐藤榮作連續四次當選自民黨總裁，並連續三次組閣，連續任期也超越恩師吉田茂及明治時代的桂太郎。他宣佈引退後，自民黨有5人參選黨總裁，分別是佐藤派的田中角榮、大平派的大平正芳、福田派的福田赳夫、三木派的三木武夫，四人參與總裁選舉。結果只有田中與福田二人出線，世稱為角福戰爭，田中角榮成功拉攏大平、三木以及中曾根康弘結果以擊敗福田當選總裁組閣。
田中角榮最重要政績，是日本與中華人民共和國建交、以及日本列島改造計劃。同時田中被指責推動金權政治。自此自民黨走入一連串的弊案之中。昭和四十九年（1974年）10月，《文藝春秋》刊出「田中角榮研究──其金脈與人脈」，引來黨內及國會的追究。田中在同年十一月宣佈辭職。
自民黨副總裁椎名悅三郎召見大平正芳、福田赳夫、三木武夫、中曾根康弘。指定由三木武夫繼任總裁，世稱椎名裁定。三木武夫組閣後，美國水門案所引發的餘波，揭發洛克希德事件。田中涉及貪污醜聞。三木武夫企圖拿此事向田中角榮開刀。結果引來黨內大派系組成舉黨協，推舉福田赳夫為繼任總裁，結果在眾議院選舉中，自民黨大敗，僅籍追加公認維持議席過半數，三木辭職，由福田赳夫繼任。
福田赳夫原本與大平正芳有密約，福田把黨務交給大平，許諾只做一任（兩年），會讓給大平。但福田背約競選連任黨總裁，大平參選。結果在初選中，大平壓倒性擊敗福田，福田宣佈退選。大平組閣。
翌年眾議院選舉，自民黨由於一連串的醜聞，失去不少議席，僅籍追加公認維持議席過半數。福田、三木、中曾根三派要求大平辭職，大平得到田中派支持而拒絕，引發四十日抗爭。昭和五十四年（1979年）十一月，自民黨創黨以來，首次在國會首相指名選舉中，自民黨黨總裁與黨員同時參與選舉，結果大平在田中派以及小黨新自由俱樂部支持下，在決選投票中擊敗福田赳夫組閣。

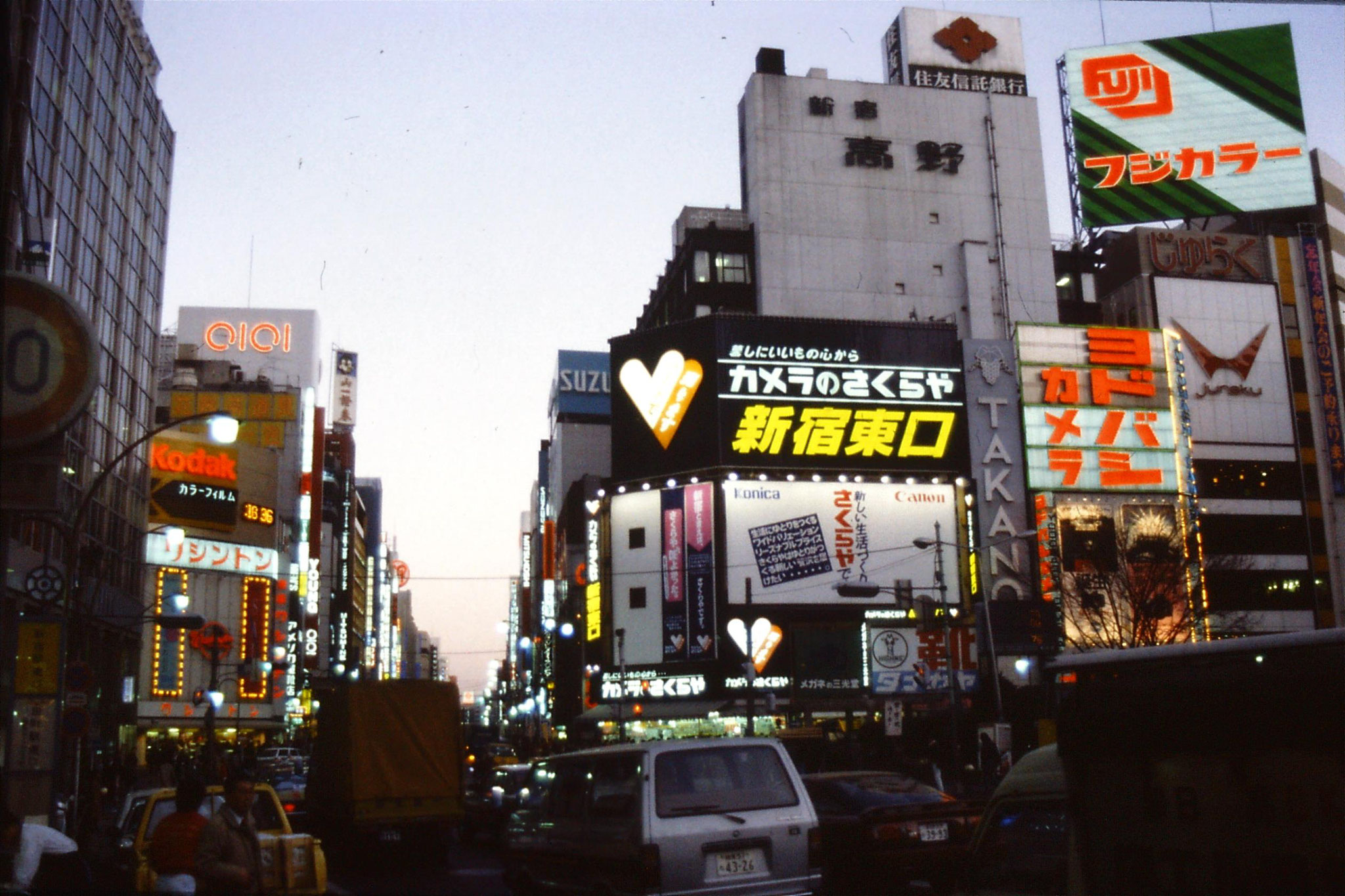
1988年的東京街頭，當時東京地價已等於全美國地價總和

昭和五十五年（1980年），日本社會黨、公明黨、民社黨提出內閣不信任動議，非主流派組成黨風刷新聯盟。要求整頓綱紀。但領導層的回覆不完整，結果非主流派態度強硬，結果在非主流的支持及缺席下，不信任動議以243對187通過，大平被迫解散國會，在選舉中大平突然死去，由於大平之死，自民黨大勝。最後由鈴木善幸組閣。
兩年後，鈴木善幸不連任黨總裁，結果中曾根康弘當選黨總裁組閣，中曾根帶領自民黨再次走向高峰，1983年及1986年的參眾兩院同時選舉，自民黨大勝。中曾根的總裁任期也曾被延長一年，直至1987年宣佈辭職，指定竹下派的竹下登繼承總裁及組閣。日本的經濟在此時期達至高峰，但在廣場協議後，開始出現經濟泡沫的局面。昭和六十四年（1989年）1月7日，在位64年的昭和天皇崩御，享壽87歲。昭和天皇的去世，為日本長達64年（实际62年零14天）的昭和時期劃上句號，日本進入平成時代。

### 平成（1989年－2019年）

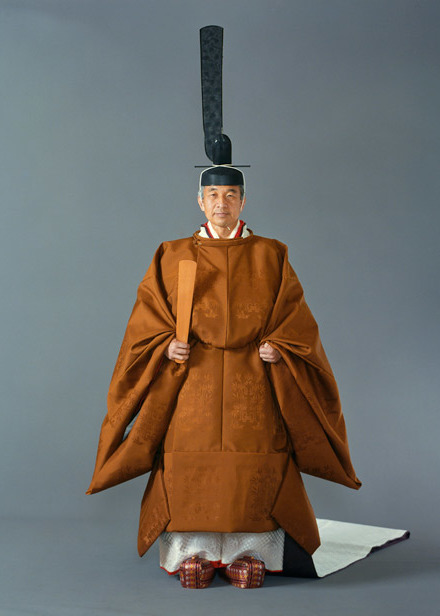
明仁天皇，攝於1990年

昭和六十四年（1989年）1月7日，在位62年的昭和天皇駕崩，子明仁繼位，駕崩隔日起（1月8日）改元平成，日本進入平成時代。
1989年，受到連串醜聞的打擊，自民黨在參選院改選失去多數，至此參議院出現沒有單一政黨可以取得過半數議席，加上數個新政黨的成立，開始出現多黨競合的時代。
1993年，由於自民黨未能實現政治改革，羽田派在不信任案中造反引致大選。在羽田派、武村正義等人離黨競選下，自民黨失去國會眾議院過半的席位。以羽田派的核心人物小澤一郎的奔走下，成功拉攏日本新黨的細川護熙，組成非自民黨及非共產黨的七黨一會聯合政府，自民黨38年的執政告終。55年體制宣告瓦解，宮澤喜一辭去自民黨總裁，由河野洋平接任。自民黨首次淪為在野黨。不過，由於七黨一會聯合政府的不和，加上小澤一郎在聯合政府的角色，讓聯合政府的最大政黨社會黨等不滿。聯合政府於1994年4月瓦解。最終社會黨與過去多年來的最大對手自民黨合組聯合政府。自民黨在短暫下台11個月後重新執政。
1995年9月，橋本龍太郎接替河野洋平出任自民黨總裁。1996年1月11日，社會黨籍首相村山富市辭職，由橋本接任，自民黨正式重新執政。1998年，自民黨再次在參議院選舉失敗，橋本辭職。自民黨其後與公明黨組建聯合政府，維持參眾兩院的多數。
2001年，小泉純一郎當選自民黨總裁，成為首相。小泉擔任首相長達五年半，是日本戰後少數在任較長的首相之一。任內加強與美國的關係，推動郵政民營化等政績。2003年，小泉獲得連任。同年，自民黨總裁的任期由兩年延至三年。不過，任內由於堅持每年也參拜靖國神社，導致與中國、韓國的外交關係緊張。2006年，安倍晉三接任內閣總理大臣（首相）。

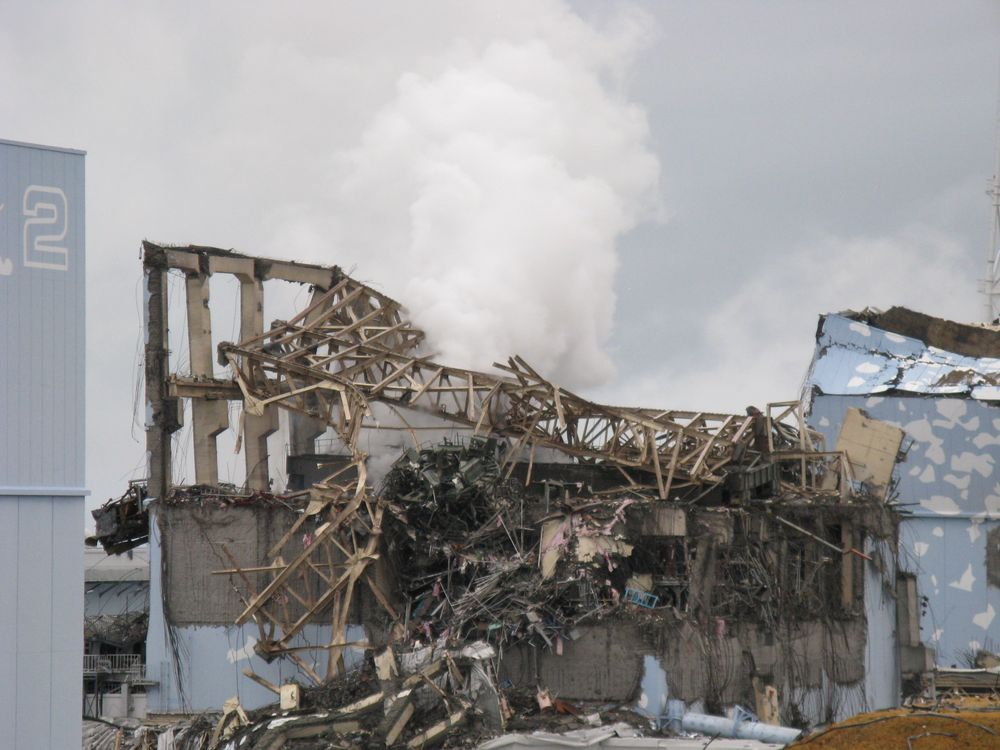
2011年日本東北地方太平洋近海地震後，福岛第一核电站事故導致其機組爆炸

2007年，自民黨在參議院選舉大敗，首次在參議院淪為第二大黨，最終導致安倍辭職。此後首相更替頻繁。2009年的眾議院選舉，自民黨首次失去眾議院的第一大黨地位，民主黨成為執政黨，實現21世紀日本首次的政黨輪替。不過，由於民主黨施政失誤、違反競選承諾、加上處理311大地震）失當、首相更替頻繁及派閥鬥爭，政府支持度大減。最終由於消費稅增稅的問題，導致民主黨提前於2012年底改選眾議院。
2012年底，自民黨連同公明黨在眾議院選舉取得三分之二的議席，以壓倒性勝利重新執政，安倍晉三再次出任首相。安倍晉三政權上台後，推行安倍經濟學。2013年，自民黨在參議院選舉重新成為第一大黨，結束六年的扭曲國會局面，當年9月成功申辦2020年夏季奧林匹克運動會，是日本自1964年以來第二度主辦夏季奧運，主辦城市與1964年一樣為東京。2015年，日本通過和平安全法制，可以在不受外力的影響下請求自衛隊向海外派兵進行維和任務。
2016年8月8日，天皇明仁發表全國電視演說，正式向日本國民表達生前退位的意向。由於當時的日本國憲法或皇室典範都沒有天皇生前退位的規定，因此國會在聽取了皇室成員和內閣官員意見後，提出專用於明仁生前退位的特別法，並在2017年獲參眾兩院通過。
2019年4月30日，明仁正式退位，隔日（5月1日）皇太子德仁親王繼位並改元令和，日本進入令和時代。

### 令和（2019年－）

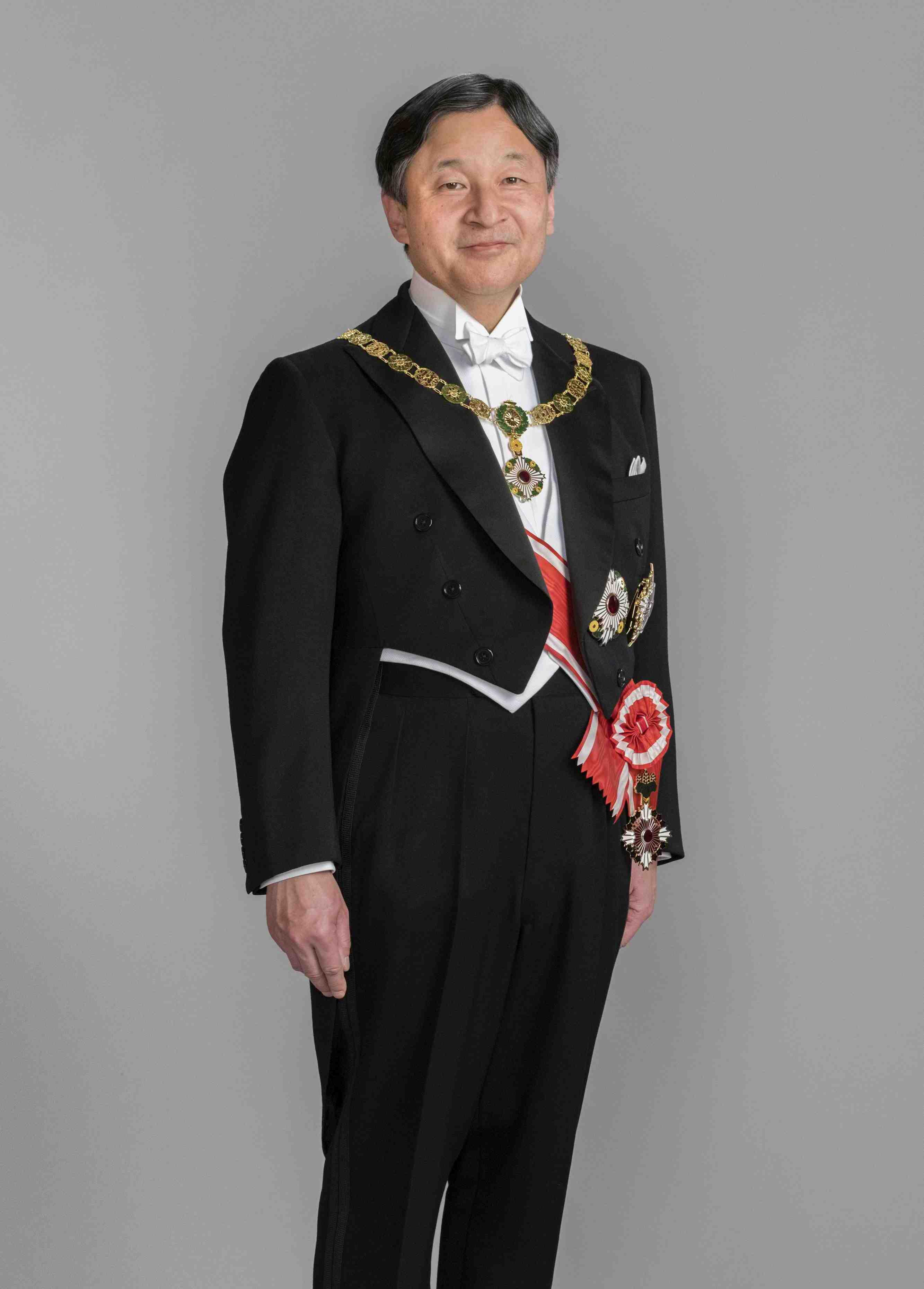
德仁天皇，攝於2019年

2020年，日本受到COVID-19疫情影響嚴重，導致日本政府数次援引新型冠狀特措法發布緊急事態宣言（緊急狀態）。同樣受到COVID-19肺炎疫情影響，原定該年夏季在東京舉行的夏季奧運順延至2021年夏季舉辦。
2022年7月8日日本標準時間11:30左右，前內閣總理大臣安倍晉三在奈良市大和西大寺站附近的第26屆日本參議院議員通常選舉演講中遭到槍擊倒地，胸部與頸部受傷，經搶救後於下午17:00左右不治身亡。。

### 腳註
1. ↑  Nakazawa, Yuichi. . Current Anthropology. 2017-12-01, 58 (S17): S539–S552  [2025-04-25]. ISSN 0011-3204. S2CID 149000410. doi:10.1086/694447. hdl:2115/72078 . （原始内容存档于2025-01-18） （英语）.
2. ↑  . 环球网.   [2014-03-25]. （原始内容存档于2014-03-25）.
3. ↑  河合敦. . 2019-08-19  [2024-07-30]. （原始内容存档于2024-07-30） （中文（中国大陆））.
4. ↑  作者：楊永良. . Jillion Publishing Ltd. Co., 1999. 1999: 頁數  [2019-03-07]. ISBN 9789579821636. （原始内容存档于2020-10-13） （中文（臺灣））.
5. ↑  作者：劉新民. . 谷月社, 2015. 2015年12月9日  [2019年3月7日]. （原始内容存档于2020年10月13日） （中文（臺灣））.
6. ↑  .   [2013-12-10]. （原始内容存档于2013-12-10）.
7. ↑  .   [2013-12-10]. （原始内容存档于1999-08-27）.
8. ↑  嶋北富明.  . 東京: 成文堂. 2005. ISBN 4-7923-7072-8.
9. ↑  .   [2013-12-10]. （原始内容存档于2020-10-13）.
10. ↑  . .   [2014-09-06]. （原始内容存档于2014-07-11） （日语）.
11. ↑  . .   [2014-09-06]. （原始内容存档于2014-09-07） （日语）.
12. ↑  . .   [2014-09-06]. （原始内容存档于2014-09-07） （日语）.
13. ↑  . .   [2014-09-06]. （原始内容存档于2014-09-07） （日语）.
14. ↑  . .   [2014-09-06]. （原始内容存档于2014-04-26） （日语）.
15. ↑  . 中華民國教育部.   [2013-12-09]. （原始内容存档于2014-03-20）.
16. ↑  袁昌堯，張國仁. . 書林出版有限公司. 1996: 33. ISBN 9789575865993.
17. ↑  . 國立成功大學. 2013-12-18  [2014-03-14]. （原始内容存档于2014-03-14）.
18. ↑  . .   [2014-09-06]. （原始内容存档于2015-01-04） （日语）.
19. ↑  . .   [2014-09-06]. （原始内容存档于2014-09-07） （日语）.
20. ↑  王秀清. . 中国农业出版社, 2005. 2005  [2019-03-07]. （原始内容存档于2020-10-13） （中文（中国大陆））.
21. ↑  . .   [2014-09-06]. （原始内容存档于2015年3月13日） （日语）.
22. ↑  . .   [2014-09-06]. （原始内容存档于2014-09-07） （日语）.
23. 1 2  .  . 東京都: . 1999. ISBN 4-634-27010-2 （日语）.
24. ↑  小島慶三. . 中央公論新社. 1996: 186–191. ISBN 4-12-101316-6 （日语）.
25. ↑  . 華夏經緯網. 2008-06-26  [2014-01-22]. （原始内容存档于2014-02-03）.
26. ↑  林明德. . 三民書局. 1986: 248. ISBN 957-14-0710-0.
27. ↑  Donard King，著、角地幸男譯. . 新潮社. 2001: 431–447. ISBN 4-10-331704-3.
28. ↑  Edward H. House (譯/陳政三). . 原民文化事業有限公司. 2003: 26–30. ISBN 957-8491-95-6.
29. ↑  林呈蓉. . 博揚文化事業有限公司. 2006. ISBN 957-0463-76-7.
30. ↑  . 世新大學.   [2014-03-14]. （原始内容存档于2013-11-06）.
31. ↑  赤嶺守. . 歷史月刊.   [2014-03-14]. （原始内容存档于2014-02-01）.
32. ↑  . 1895.
33. ↑  林子候. . 嘉義市: 大人物書店. 2001年: 280. OCLC 52503996.
34. ↑  丁中江. .   [2014-01-23]. （原始内容存档于2012-12-15）.
35. ↑  戈登 2022，第159-160頁.
36. ↑  . The Japan Times. 2012-08-29  [2016-03-18]. （原始内容存档于2016-03-18）.
37. ↑  戈登 2022，第231-234頁.
38. ↑  W. J. Macpherson. . Cambridge University Press. 1995. ISBN 978-0521557924.
39. ↑  許介鱗. . 海峡评论. 2006, (182)  [2014-01-22]. （原始内容存档于2014-02-01）.
40. 1 2  浙江大学日本文化研究所. . 北京: 高等教育出版社. 2003. ISBN 7-04-012147-6.
41. ↑  Varley, H. Paul, ed. (1980) Ponsonby-Fane 1959，第350頁
42. ↑  . 中華民國行政院公共工程委員會.   [2014-01-22]. （原始内容存档于2014-04-27）.
43. ↑  台灣的古圳道 王萬邦/著 ISBN 978-957-28561-0-9 2003年4月出版
44. ↑  . .   [2008-01-12]. （原始内容存档于2007-10-25） （日语）.
45. ↑  黃紹恆. . 遠流出版.   [2014-03-14]. （原始内容存档于2013-12-14） –新浪新聞.
46. ↑  . 中華網.   [2015-06-11]. （原始内容存档于2017-02-24）.
47. ↑  戈登 2022，第262-264頁.
48. ↑  戈登 2022，第263頁.
49. ↑  戈登 2022，第269-270頁.
50. ↑  . 新華網.   [2015-03-21]. （原始内容存档于2016-02-23）.
51. ↑  孙宅巍.  (PDF). 江海学刊. 2001. （原始内容 (PDF)存档于2014-03-22）.
52. ↑  . 天下文化. 2010-07-07  [2014-03-25]. （原始内容存档于2014-03-25）.
53. ↑  . 中國評論新聞網. 2009-06-26  [2013-12-09]. （原始内容存档于2013-12-13）.
54. ↑  . 世界博览. 2005-06  [2014-03-25]. （原始内容存档于2014-03-25） –网易.
55. ↑  . 華夏網. 2015-04-16  [2015-06-11]. （原始内容存档于2015-06-13）.
56. ↑  . 2013-07-10  [2013-12-09].[]
57. ↑  .   [2013-12-11]. （原始内容存档于2015-01-22）.
58. ↑  . educationworld.net.   [2006-12-28]. （原始内容存档于2006-12-31）.
59. ↑  . NHK World. 2022-07-08  [2022-07-08]. （原始内容存档于2022-07-08）.

### 書目
- Ponsonby-Fane, Richard Arthur Brabazon. . Dr. Richard Ponsonby-Fane Series 1. Kyoto: Ponsonby Memorial Society. 1953. OCLC 374884.
- 陳水逢. . 臺北: 臺灣商務印書館. 1967.
- 趙建民; 劉予葦 (编). . 臺北: 五南. 1991年. ISBN 957-11-0351-9.
- 鄭樑生; 國立編譯館 (编). . 臺北: 明文書局. 1993. ISBN 957-703-044-0.
- 楊永良. . 臺北: 語橋文化. 1999. ISBN 9789579821636.
- 鄭樑生編著. . 臺北: 三民. 2003. ISBN 957-14-3715-8.
- 大津透; 樱井英治 (编). . 岩波书店. 2013. ISBN 9784000113267.
- 安德魯·戈登. . 由李朝津翻译 第四版. 香港: 香港中文大學. 2022-03-01. ISBN 9789882372269.
- 黑田俊雄. . 法藏馆. 1994. ISBN 9784000113267.
- 許介鱗. . 臺北: 三民. 2023. ISBN 9789571475288.